# Salisburyi katedrális
A salisburyi katedrális, hivatalos nevén Boldogságos Szűz Mária-székesegyház (angolul: Cathedral Church of the Blessed Virgin Mary) anglikán székesegyház az angliai Salisbury városában. A székesegyházat a korai angol gótikus építészet szép példájának tartják. Viszonylag gyorsan, mintegy 38 év alatt épült fel 1220 és 1258 között, és stílusában olyan egységet és koherenciát mutat, amely egyedülálló a középkori angol katedrálisok között. A torony és a toronysüveg 1330-ra készült el, és a maga 123 méteres magasságával a legmagasabb templomtorony Angliában, valamint a 21. legmagasabb keresztény templom a világon.
A kerület eredeti katedrálisa a mai várostól mintegy 3,2 km-re északra fekvő Old Sarum erődített városában állt. Herbert Poore püspök 1197-ben határozta el az áthelyezését, de ez csak a bátyja, Richard Poore püspöksége idején, a 13. század elején valósult meg. Az új épület alapköveit 1220. április 28-án Salisbury grófja és grófnője tette le. 1258-ra elkészült a templomhajó, a kereszthajók és a kórus. Az egyetlen nagyobb bővítés az 1240-ben hozzáépített kerengő, az 1263-ban épített káptalan, valamint az 1330-ra elkészült torony és toronyház volt. Elkészültekor ez volt Anglia harmadik legmagasabb tornya, de a 16. században a lincolni katedrális és a régi Szent Pál-székesegyház tornyainak összeomlása után Salisburyé lett Anglia legmagasabb tornya.
A székesegyház körüli tér (cathedral close) Nagy-Britannia legnagyobbja, számos építészeti és történelmi jelentőségű épülettel rendelkezik. Nikolaus Pevsner építészettörténész Anglia legszebbjeként jellemezte. A székesegyházban található óra a világ legrégebbi működő példányai közé tartozik. A Magna Carta Libertatum négy fennmaradt eredeti példányának egyike is itt található. A székesegyház 2008-ban ünnepelte felszentelésének 750. évfordulóját. 2023-ban, az 1985-ben megkezdett külső restaurálási program befejezéseként eltávolították az épületet mintegy 37 éven át beborító állványzatokat.

## Története

### Korai története

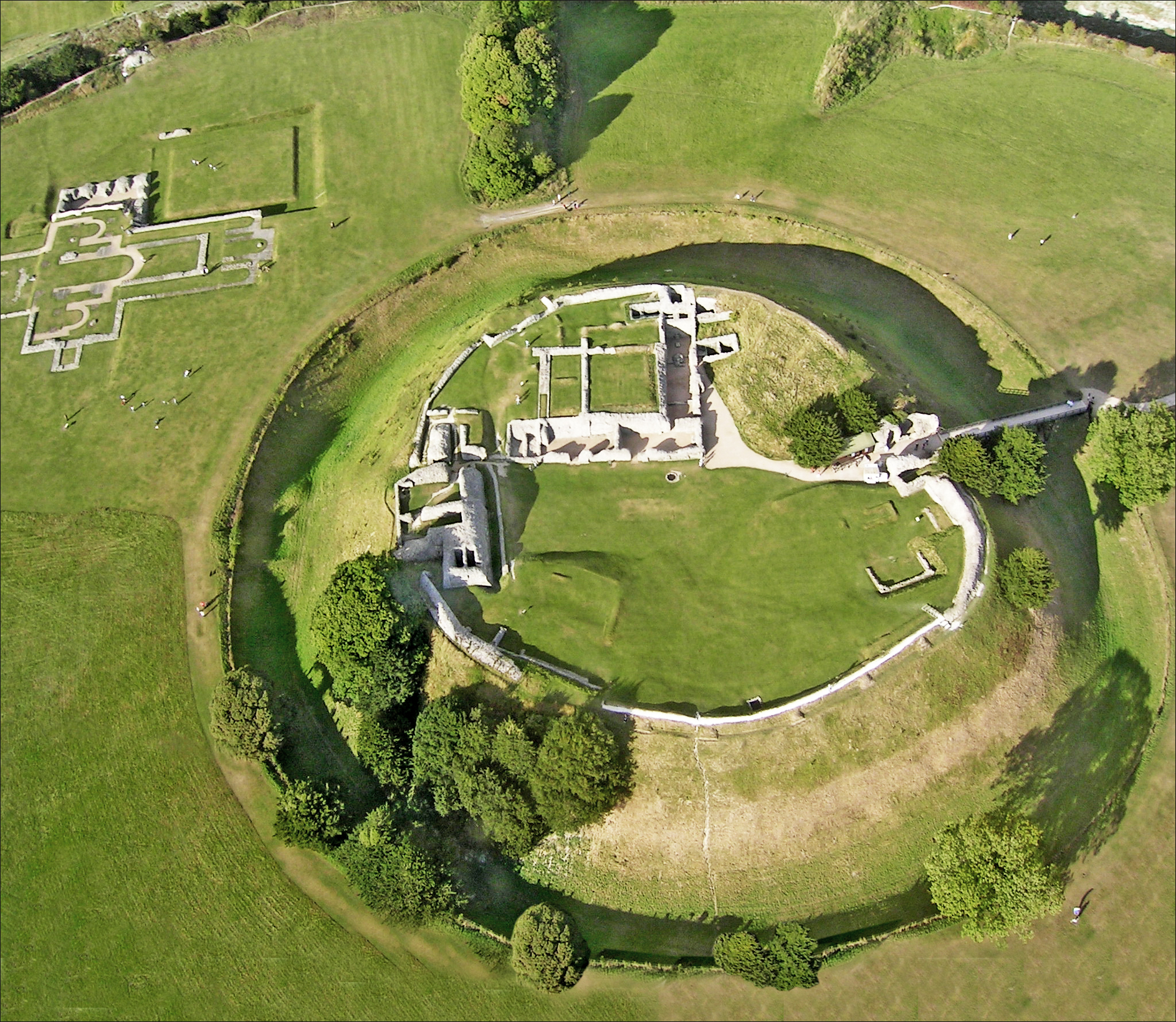
Old Sarum romjai, a bal felső sarokban láthatóak a régi székesegyház alapjai

Salisbury 1075-ben lett püspöki székhely. Akkoriban a város a ma már elhagyatott Old Sarum helyén állt, egy dombon, a mai katedrálistól mintegy 3,2 km-re északra. Osmund püspök székesegyházat épített a vár alatti alacsonyabb területen. Ez jó helynek tűnt az építkezéshez, mivel a vár védelmet nyújtott az Old Sarum-i szerzeteseknek azokban a viharos időkben. Az Old Sarum székesegyháza a következő években épült, és 1092-ben szentelték fel.
1197-ben Herbert Poore püspök engedélyt kért a katedrális áthelyezésére, valószínűleg a papság és a katonaság között megromlott kapcsolatok miatt, mivel elég szűkös volt a hely Old Sarumban. Az engedélyt megkapta, de a költözést többször is elhalasztották, egészen utódja és testvére, Richard Poore hivatalba lépéséig. Egy legenda szerint Poore püspök egy nyilat lőtt abba az irányba, amerre a katedrálist építette volna; a nyíl eltalált egy szarvast, amely azon a helyen pusztult el, ahol ma a salisburyi székesegyház áll. A mai katedrális négyezete, Old Sarum és Stonehenge állítólag egy leyvonal mentén helyezkednek el, bár Clive L. N. Ruggles tanulmányában azt állítja, hogy a mocsaras területet azért választották kényszerűségből, mert a több mérfölddel nyugatabbra fekvő, előnyösebb helyszínt nem lehetett megszerezni a birtokosoktól.
Az építkezést adományokból finanszírozták, elsősorban a délkelet-angliai kanonokoktól és plébánosoktól, akiket arra kértek, hogy az épület befejezéséig évente meghatározott összeggel járuljanak hozzá a munkálatokhoz. 1220. április 28-án William Longespée, Salisbury 3. grófja és Ela of Salisbury, Salisbury 3. grófnéja tették le az alapköveket. A katedrálishoz szükséges kő nagy része a Teffont Evias kőbányájából származott. Az új helyszín magas talajvízszintje miatt a katedrális mindössze 1,2 méter mély alapokra épült. 1258-ra elkészült a főhajó, a kereszthajók és a kórus. Mivel a legnagyobb része mindössze 38 év alatt épült fel, Salisbury messze a legkövetkezetesebb építészeti stílussal rendelkezik a középkori angol katedrálisok közül. Az alkalmazott stílust korai angol gótikának vagy lándzsás gótikának nevezik, ez utóbbi a lándzsaablakok használatára utal, amelyeket nem osztanak fel szalagkeretek.
A nagyobb részek, amelyeket később kezdtek el építeni, az 1240-ben hozzáépített kerengő, az 1263-ban épített káptalanház, a torony és a toronysisak, amely 1330-tól a maga 123 méteres magasságával uralta a város látképét. Összesen 70 000 tonna követ, 3000 tonna fát és 450 tonna ólmot használtak fel a templom építéséhez. Befejezésekor a székesegyháznak volt a legmagasabb kőből épült tornya Angliában, és a harmadik legmagasabb a világon, a lincolni és a londoni székesegyház után, ezek süvege azonban fából készült. Az utóbbi két torony 16. század közepén bekövetkezett összeomlásával Salisbury tornya maradt a legmagasabb az országban.

### A reformációtól a 20. századig

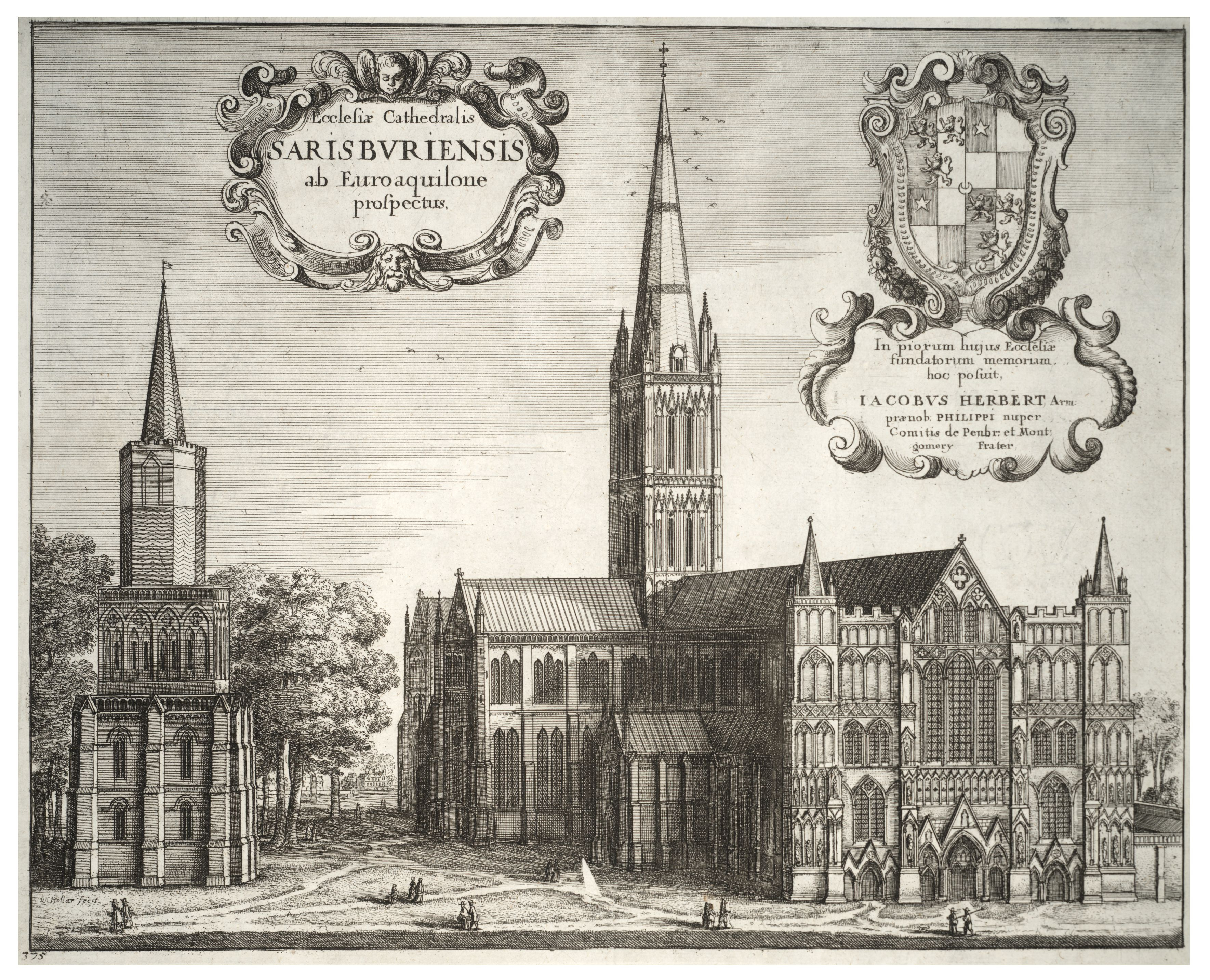
A 17. századi templom Wenceslas Hollar metszetén. Itt még látható a 100 évvel később elbontott harangtorony.

A salisburyi székesegyház a reformáció és a 17. századi angol polgárháború idején a legtöbb angol katedrálissal szemben alig szenvedett károkat, és épségben átvészelte ezt a nehéz időszakot. Az ország katolikus egyházzal való szakítása után a 16. századtól az anglikánok használják mind a mai napig. Az épület azonban egészen a 19. századig szenvedett az elhanyagoltságtól és a nem megfelelő használattól, például a vásárok alatti toronymászó versenyektől. Elkészülte után mintegy 300 éves használat után elkerülhetetlenné vált az első alapos felújítása, valamint a tornyot tartó központi pillérek megerősítésére, amelyek addigra már láthatóan deformálódtak a magas és nehéz torony és a sisak súlya alatt.
Ezek közül a leghíresebb az 1668-as renoválás, amit a kor legnagyobb építésze, Christopher Wren vezetésével végeztek. Wren, aki akkoriban éppen a nagy londoni tűzvész után a Szent Pál-székesegyház újjáépítésén dolgozott, 1668 augusztusában ellátogatott Salisburybe, hogy felmérje az épület állapotát.Az építész dicsérte a katedrális arányait és egyszerűségét, de kritikusan nyilatkozott a nem megfelelő alapozásról és támasztékról. Megállapította, hogy a torony kissé elmozdult függőleges helyzetéből, a probléma megoldására Wren azt javasolta, hogy erős vaspántokat szereljenek a torony belső oldalára. Ezzel mintegy 100 évre biztosította az épület állapotát.
Különösen drasztikusak voltak a James Wyatt által Shute Barrington püspök vezetésével 1789 és 1792 között végrehajtott beavatkozások. Wyatt lebontatta a főépülettől mintegy 98 méterre északnyugatra álló harangtornyot, amelyet időközben már sörözőként használtak, és a székesegyház körüli területet befüvesítette. Ennek eredményeképpen Salisburyé lett az egyik olyan angol székesegyház az elyi és a norwichi mellett, amelynek nincsen a hagyományos angol váltóharangozásra alkalmas harangkészlete. Wyatt az épületen belül a középkori szentélyrekesztőt neogótikusra cserélte, a főoltárt pedig a Szentháromság-kápolna keleti oldalára helyezte át. A munkálatok során a Szentháromság-kápolnát keletről kísérő két 15. századi, perpendikuláris stílusú kápolnát lerombolták. A megmaradt ólomüveg ablakok nagy részét is felújította, az új keleti ablak a feltámadás jelenetét ábrázolja, amit a 18. századi angol festészet jeles alakja, Joshua Reynolds tervezett. A keleti ablakot 1980-ban új kép váltotta fel: a chartes-i Gabriel Loire tervezte a Lelkiismeret foglya című üvegablakkal váltották le. Wyatt az eredetileg a kórusban felállított síremlékeket áthelyeztette a hajóba a pillérek talapzataira. Egy másik nevezetes síremlék, William Longespée gróf sírköve is ekkor került a négyezet délnyugati oldalára. A másik híres sírkő Sir Richard Mompesson és felesége, Katharine emlékére készült, akik a 17. században éltek, a síremlék eredeti színeit később az 1964-es restauráció során felfrissítették.
A következő nagy felújítást neogótikus építészet nemzetközi hírű mestere, George Gilbert Scott végezte 1863 és 1878 között. A főoltárt visszahelyezték az eredeti helyére, és egy hatalmas, masszív, tornyos retablót építettek hozzá. A főoltár fölött egy festett üvegablakot helyeztek, amely Mózest ábrázolja a rézkígyóval. A Wyatt-féle szentélyrekesztőt egy nyitottabb kialakítású, kovácsolt vasból készültre cserélték. A megmaradt középkori ólomüveg ablakokat kiszedték, és stílusban hozzájuk illő neogótikus ablakokat terveztek a helyükre. A gázvilágítást, a fűtést és a Henry Willis & Sons által épített orgonát 1877 körül szerelték be. Kiterjedtebb volt azonban Scott munkája a külső részen, ahol nagy részeket cserélt ki és támpilléreket illesztett be. A munkálatok összköltsége meghaladta a 63 000 fontot. A legtöbb angol katedrálishoz hasonlóan tehát Salisburyt sem kímélték a 19. század restaurálási kampányai, amelyek inkább átépítéseknek tekinthetők.

### A 20. századtól napjainkig
A neogótikus stílus egyre növekvő elutasítottsága 1959-1960-ban további átalakítási munkálatokhoz vezetett, amikor is eltávolították a Scott-féle szentélyrekesztőt, az retablót és a gázlámpákat. A viktoriánus padlót és számos ólomüvegablakot is ekkor távolítottak el. Ezek az intézkedések hozták létre azt a nyugat-keleti irányú nyitott, hosszú vizuális tengelyt, amely azóta is jellemzi a székesegyházat. 1984-ben egy Old Sarum első székesegyházából származó követ illesztettek be a templom főoltárába.
1985-ben kezdődött meg az épület teljes körű felújítása, amely aztán közel 4 évtizedig tartott. Ebben az évben a templom vezetősége egy Laurence Whistler üvegművész által csiszolt forgó prizmát helyezett el látványosságként a legészakkeletibb oldalkápolnába. A művész székesegyházat ábrázoló alkotását a testvérének, Rex Whistlernek az emlékére adományozta, aki a székesegyház melletti téren élt, és 1944-ben a normandiai hadjáratban esett el. Az alkotás tárolóját a New York-i Stephen Steuben, a hozzá tartozó bronz lanternát pedig a walesi gárda ajándékozta.
A torony és a nyugati homlokzat végleges helyreállítására csak 2000-ben került sor. 2008-ban ünnepelték a székesegyház felszentelésének 750. évfordulóját.
A katedrális korábban öt székesegyházi csendőrt (úgynevezett „Close Constables”) alkalmazott, akiknek feladata elsősorban a székesegyház közelében a rend fenntartása volt. Őket 2010-ben a költségcsökkentő intézkedések részeként elbocsátották. A csendőröket először akkor nevezték ki, amikor a székesegyház 1611-ben szabadságjogot kapott, és egészen az önkormányzati rendőri erők 1835-ös bevezetéséig, a Municipal Corporations Act (önkormányzati testületekről szóló törvény) meghozataláig fennmaradt a testület. 1800-ban a városi rendőrökkel együtt felhatalmazást kaptak arra, hogy a városi börtönökkel együtt végrehajtsák a bírák vagy bíróságok azon utasításait, amelyek a foglyok szállítását írják elő a megyei börtönbe (Fisherton Angerbe, akkor Salisbury városán kívül), vagy onnan, mintha az a városi börtön lenne, így ezáltal külön mentességet kaptak a saját hatáskörükön kívül való fellépésükért indított bírósági eljárások alól. A székesegyháznak, mint szabad jogi személynek a külön rendőrség fenntartásához való jogát az 1888-as Local Government Act (önkormányzati törvény) végérvényesen megszüntette.
1864 és 1953 között a feljegyzések szerint vándorsólymok fészkeltek a székesegyházban. Hosszú kihagyás után több példány 2013-ban telepedett le ismét, és azóta minden évben sikeresen költöttek a templom tornyán.
2016-ban a székesegyházi káptalan Sophie Ryder The Kiss című szobrát helyezte el egy ösvényen az udvaron, amely két nagy méretű összekulcsolt kezet ábrázolt, melyek között át lehetett sétálni. Nem sokkal később át kellett helyezniük, mivel figyelmetlen gyalogosok telefonozás közben folyamatosan nekimentek.
2018-ban megkísérelték ellopni a Magna Carta székesegyházi másolatát, ám a betörési kísérlet sikertelenül végződött. Ennek során az egyik látogató aktiválta a tűzjelző rendszert, és a zűrzavarban megpróbálta egy kalapáccsal föltörni az okirat vitrinjét. Az esetet rögzítették a biztonsági kamerák, később egy 45 éves férfit őrizetbe vettek lopás kísérletének, rongálás bűntettének és támadó fegyver birtoklásának gyanújával. A dokumentumot tartalmazó, kétrétegű üvegvitrin külső rétege eltörött, de maga a dokumentum nem szenvedett kárt. 2020 januárjában a kenti Mark Roydent bűnösnek találták a 14 466 font kárt okozó lopási kísérlet bűncselekményében.
2021. január 16-tól, miközben az épület a Covid-19 világjárvány idején zárva tartott, a székesegyházat az Egyesült Királyságban az oltási programjának befogadására használták, egy nappal azután, hogy a lichfieldi székesegyház lett az első olyan imahely, amely Angliában a világjárvány elleni immunizációs terv részévé vált. Ennek keretében válogatott zenéket játszottak az orgonán, miközben az emberek megkapták a védőoltást.
A külső restaurálási program 2023-ban fejeződött be, ekkor távolították el az évtizedek óta használt állványzatot. E munkálatok során mintegy 1100 követ cseréltek ki, megtisztították az ablakokat, restaurálták a fakereteket, kijavították az ólom vízvezetékeket és egyéb javítási munkálatokat végeztek 37 éven keresztül, ami majdnem annyi idő, mint amennyi alatt maga a székesegyház felépült. A munkálatok összköltsége elérte a 30 millió fontot. Az állványzat teljes elbontása 2024 februárjában fejeződött be.
A járvány végével az épület ismét elkezdte visszanyerni korábbi vonzerejét. Míg 2021-ben mindössze 85 000 főt fogadott, 2022-ben már 194 000, 2023-ban pedig mintegy 257 000 látogató kereste fel, amivel az Egyesült Királyság 141. leglátogatottabb turisztikai célpontjának számított.

## Építészeti jellemzői

### A katedrális alaprajza

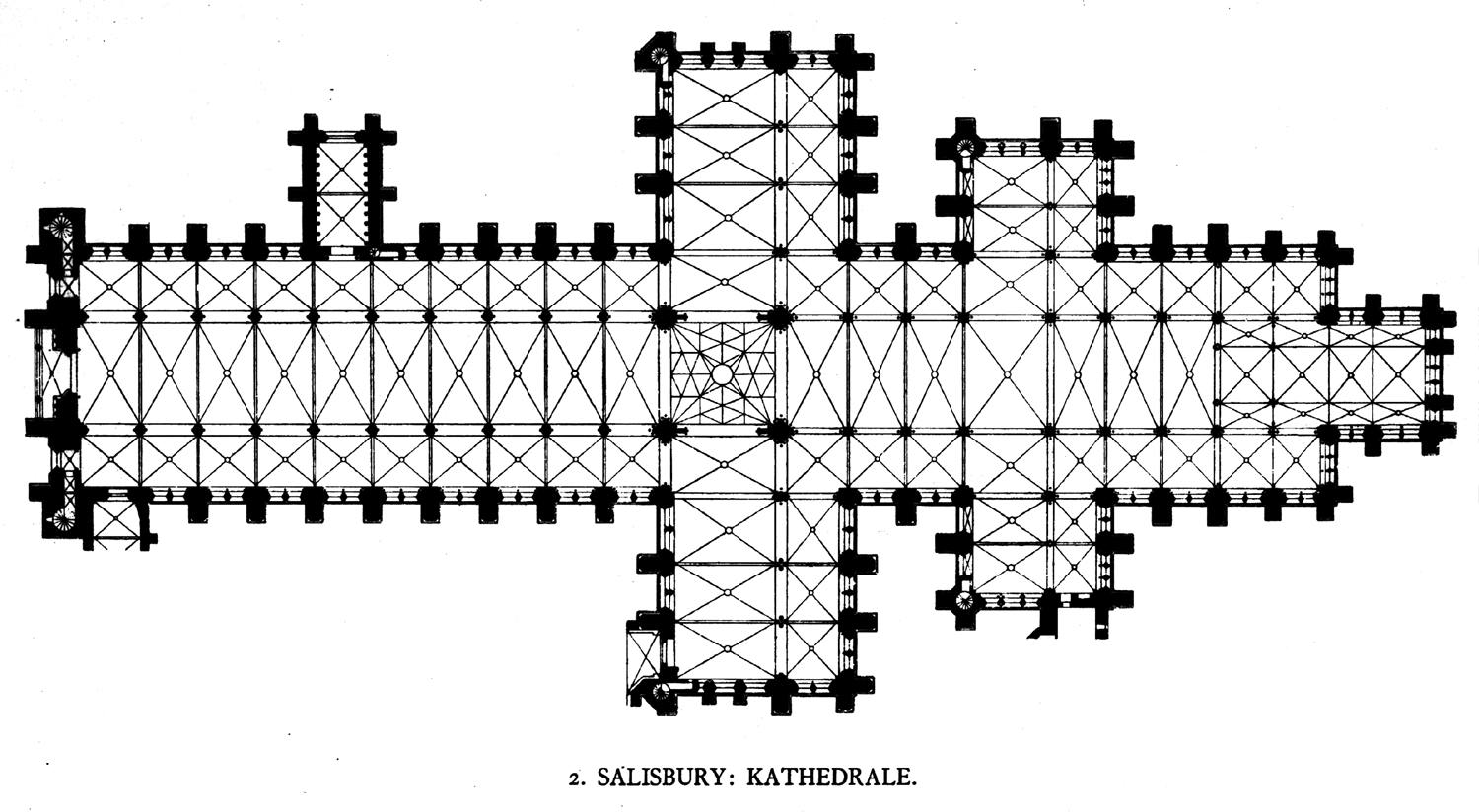
A székesegyház alaprajza (a kerengő, sekrestye és káptalanház nélkül)

Az angliai gótikus építészet és a salisburyi székesegyház, valamint a korabeli francia épületek közötti különbségek különösen világossá válnak, ha összehasonlítjuk az amiensi Notre-Dame-székesegyházzal, amely körülbelül ugyanebben az időben (1220-tól) épült. A salisburyi katedrális alaprajza háromhajós galériás bazilikáris elrendezést mutat két kereszthajóval, ami a korai angol korszakra jellemző, és kettős kereszthajó alaprajznak is nevezik. A korszakra és Salisburyre jellemző további jellemző vonások a téglalap alaprajz, a derékszögű bormák használata és az ívek mellőzése az alaprajzban, a hosszan elnyúló hajó, a nyitott támívek hiánya, és a kerengőbe épített folyosó. A francia gótikus katedrálisokra jellemző kápolnakoszorú itt hiányzik, helyette a kereszthajók oldalhajóiba építettek kápolnákat.
A főoltártól északra található Edmund Audley tiszteletére emelt kápolna, aki 1502-1524 között volt itt püspök. A reformáció idején a fülkékben lévő korábbi alakokat megsemmisítették.
A székesegyház alaprajzát az épület közepén lévő, nyugat felé kiugró kereszthajó tagolja. Ezt a metszéspontot egy négyezeti torony hangsúlyozza. Tőle keletebbre egy második, kisebb kereszthajó húzódik. Innen nyílik a kórus, amelynek több, különböző magasságú részre tagolódik, az alacsony kórus, a négyszögletes kórusgaléria és a magas kórus (papi kórus) formájában.
A székesegyháztól északra eredetileg az olasz campanile stílusában épült harangtorony állt. Délen egy kerengő található, amely fölött egy sokszögletű káptalanház áll. Az ilyen sokszögletű vagy kerek káptalanházak kifejezetten az angol gótikus stílusra jellemzőek.
A katedrális hajója 134,7 méter hosszú és 23,4 méter széles belül. A nyugati kereszthajó fölött 62 méter a szélessége, a boltozat legnagyobb belső magassága  25,5 méter.  A katedrálisban összesen 8760 oszlop található, amely az év óráinak számát jelképezi. Az ablakok száma is szimbolikus: a 365 ablak az év napjainak számát mutatja, az eredeti 12 ajtó pedig a hónapokat. Az ablakokat különböző évszázadokból származó ólomüvegekkel díszítették. Salisburyben minden más székesegyháznál több purbecki márványt használtak fel. A templomban 1900 ember számára elég ülőhely áll rendelkezésre.

### Nyugati homlokzat

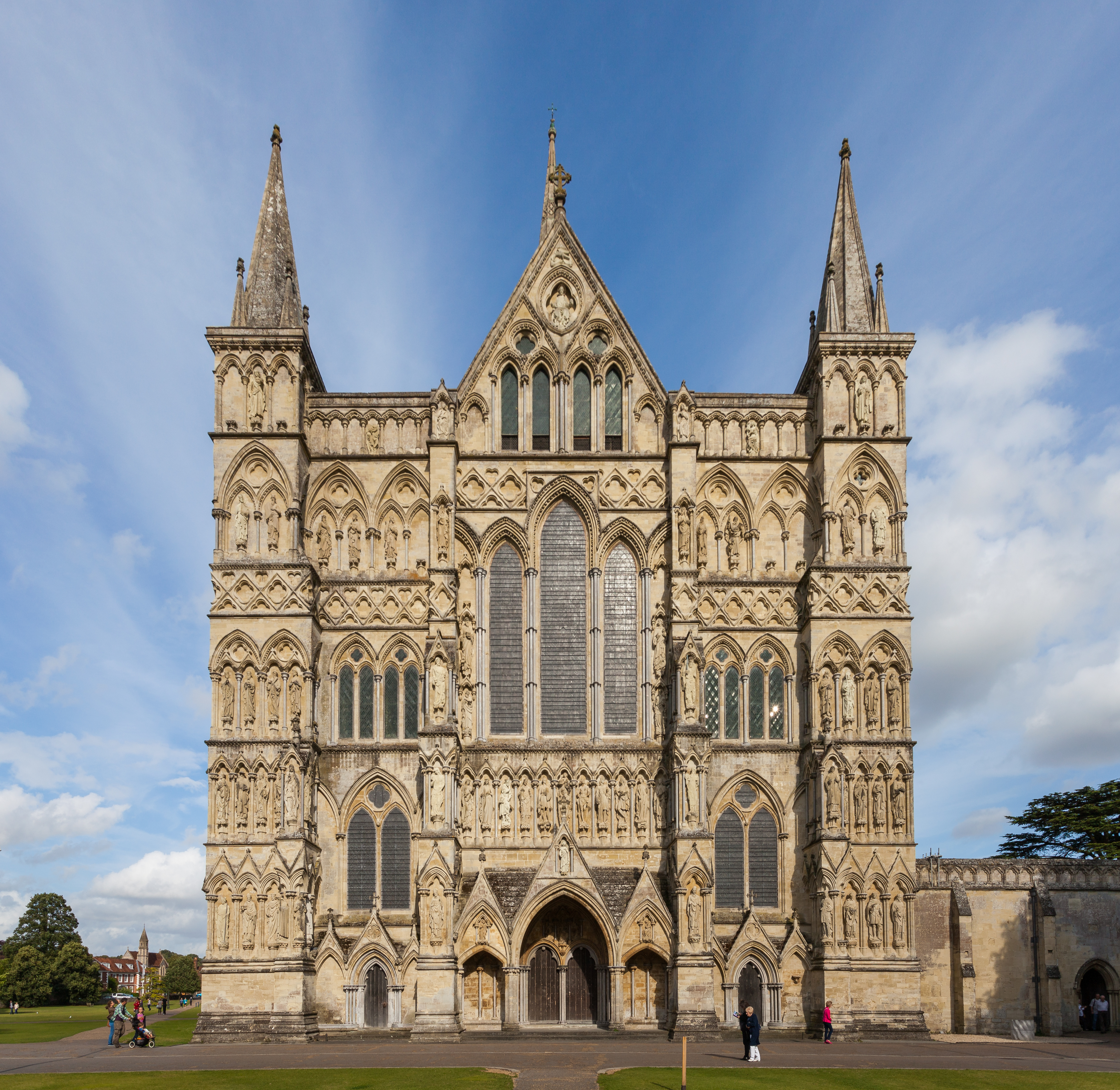
A díszes nyugati homlokzat

A nyugati homlokzat paravánszerű kialakítása egyértelműen a wellsi katedrális homlokzatából származik. Mindkét szélén egy-egy lépcsőtoronyból áll, a középvonalhoz közelebb két fülkés támpillér támasztja a nagy központi hármas ablakot. A lépcsőtornyok tetejét fiatornyos süvegek zárják, a középső részt pedig oromfal zárja, amelyet négy csúcsíves ablak (ún. lándzsaablak) tör át, amelyeket két kerek négylevelű lóheréhez hasonló mérműves ablak zár le, közöttük pedig egy mandorla látható, amely Krisztus dicsőségét ábrázolja. A földszinten egy főbejárati ajtó található, amelyet két kisebb ajtó szegélyez. Az egész homlokzatot négy- és háromkaréjú vakmérművek, oszlopok,és sávos damasztmintájú faragások díszíti.
A homlokzaton több mint 130 különböző méretű sekély fülke kapott helyet, amelyek közül 73-ban szobor található. A fülkék sora a tornyok körül húzódik az északi, déli és keleti oldalon. A fülkék öt szintje (a mandorlát nem számítva) felülről angyalokat és arkangyalokat, ószövetségi pátriárkákat, apostolokat és evangélistákat, mártírokat, orvosokat és filozófusokat, az alsó szinten pedig királyi családtagokat, papokat és a székesegyházhoz kapcsolódó érdemes személyeket ábrázolják. A szobrok többségét a 19. század közepén helyezték el, azonban hét szobor a 14. századból származik, és több szobrot az elmúlt évtizedben állítottak fel. A legújabb szobrot 2008-ban helyezték el a székesegyház felépülésének 750. évfordulója alkalmából, amely a szudáni mártír, Ezra Baya Lawiri alakját örökíti meg.
A francia épületekkel ellentétben a portál területén nincsen külön ikonográfiai program. Franciaországban a szobrászat az építészeti szervezőelemek funkcióját veszi át, Salisburyben azonban ez el van nyomva. Itt a szobrok mintha szó szerint a nekik kijelölt fülkékbe lennének zsúfolva. Itt az archivoltokból és a timpanonokból hiányoznak a kontinentális Európa figurális és ornamentális homlokzati elemei. A portálok emberi méretekre való redukciója a szobrászat száműzéséhez is vezetett . A művészettörténészek, mint például John Ruskin, ezért a salisburyi katedrális portáljait „galambdúcoknak” nevezik.
A nyugati homlokzatot szinte biztosan a székesegyházzal egy időben építették, ez abból látszik, ahogyan az ablakok egybeesnek a belső terekkel. A teljes homlokzat körülbelül 33 méter magas és széles. Hiányoznak róla a szokásos teljes méretű tornyok, mint amik például Wellsben, Lincolnban, vagy Lichfieldben megfigyelhetőek. A homlokzatot Alec Clifton-Taylor építészettörténész becsmérelte, szerinte ez a legkevésbé jól sikerült az angol paravánhomlokzatok közül, és csupán az előkép (Wells) paródiája. A kompozíciót összehangolatlannak találta, az utólag hozzáadott viktoriánus szobrokat pedig „szegényesnek és ízléstelennek.”

### A katedrális külseje
A hosszan elnyúló főhajó közepén az északi előcsarnokkal, a nagy kereszthajó, amelyen a központi torony is található, valamint a keleti kisebb kereszthajó mind azonos magasságúak. Valamennyi épületelem téglalap alakú, és a támpillérek között szintenként azonos módon csoportosuló bélletes lándzsaablakok tagolják. Az oldalhajókban és a kápolnákban az alsó szinten boltozatonként két-két lancettát alkalmaztak, feljebb a karzat szintjén viszont a jellegzetes angol hármas tagolású, lépcsőzetes ablakok láthatók, amelyeknél a középső, nagy méretű ablakot kettő egyforma kisebb fog közre. Csak a keleti homlokzatokon és a négyezetnél van nagyobb differenciáltság. A Szentháromság-kápolna keleti homlokzatát három lándzsaablakból álló csoportok (úgynevezett lancetta tripletek) díszítik, amelyeket a nyeregtetőkben hasonló, szárnyas vakboltozatú, lépcsőzetes ablakok követnek.
A kereszthajók homlokzatát négy egymás fölött elhelyezkedő ablaksor tagolja. Ezek vagy lancetta tripletekből, vagy ikerablakokból (bifora) állnak, amelyeken kivágott négyszögletes ablakok láthatók. A második forma az úgynevezett tányérkeretes ablak. Két további tányérkeretes ablak található az északi tornácon is, a székesegyház főbejáratánál, a hajó közepén. A magas kórus nyeregtetőjét egy hét lépcsőzetesen elhelyezett ablakokkal tagolt oromfal zárja. 
A lancettek és a támpillérek felfelé ható irányultságát a székesegyházban különböző vízszintes elemek ellensúlyozzák. Ezek közé tartozik az alsó támpillérek vízszintes bordázása, az alapzat körüli talppárkány, valamint az oldalhajók alatt, a tetőnyúlványoknál és az alsó támpillérek sávjainál futó vízszintes profilok. Az utóbbi kettő, amelyek az alsó és felső ablakok fölött húzódnak, összetett motívummal rendelkeznek. A párkány alját az épületre jellemző hármas mérművű boltívek tartják ,amely fölött az ablakok elhelyezkedéséhez hasonló vakablakos párkánysor húzódik. Csak a később hozzáépített torony és támpillérek adtak erős függőleges hangsúlyt a székesegyház külsejének.

### Torony
Az négyezeti torony a templom többi részénél később, csak a 14. század elején készült el. Bár a székesegyház legimpozánsabb eleme, mégis sok problémát okozott az évszázadok során. A sisakkal együtt 6397 tonnával növelte az épület tömegét. A következő évszázadok során a támpillérek, merevítő boltívek és horgonyvasak hozzáadása nélkül a torony más jelentős egyházi épületek rövid életű tornyainak sorsára jutott volna és összeomlott volna, (például malmesburyi apátság 1180-1500; lincolni székesegyház 1311-1548; londoni Szent Pál-bazilika 1314-1561; és chichesteri székesegyház 1402-1861) Ehelyett Salisburyé az ország legmagasabb templomtornya a londoni székesegyház 1561-es leégése és összeomlása óta. 
A torony belsejét egy fából készült tartószerkezet tölti ki. Az építkezés során a torony délnyugat felé kezdett dőlni. Először az 1320-as években rögzítették vasalattal és támpillérekkel, amelyeket belül a tetőgerendák alá is beépítettek. További védelmet jelentettek az 1415 körül a nyugati kereszthajóba épített támpillérek. A széles boltíveket, amelyek a keleti homlokzatot nyugat-keleti irányban támasztották alá, szintén a megerősítési munkálatok során építették. Formájuk, amely egy lefelé felső boltívből állt, amelyet egy normál állású alsóra helyeztek el, újdonságnak számított. Ezeket az íveket később alakjuk miatt ollós íveknek nevezték el. 1338-ban a wellsi székesegyházban is ilyen támasztóíveket helyeztek el. A négyezet hálóboltozatát 1479-ben helyezték el. Az utólagos megerősítések ellenére a torony pozíciója mégsem szilárdult meg véglegesen: a padlójelzések azt mutatják, hogy a torony már 75 cm-t délnyugatra dőlt. A négyezeten belül jól látható, hogy a tartóoszlopok és pillérek meghajlanak a torony és a süveg súlya alatt. A Christopher Wren által 1668-ban tervezett, a négyezet fölött elhelyezett megerősítő merevítőgerendák hozzáadása megállította a további deformációt. A gerendákat a torony lanternaszintje alatt elhelyezett álmennyezet rejtette el. A torony legutóbbi statikai megerősítését 2000-ben végezték.
A harangház a torony középső szintjén található. A benne található kis méretű, rögzített harangokat nem lehet meghúzni, kizárólag az órát és a negyedórákat, valamint az ezt jelző dallamot ütik, és egy 1882-ből származó viktoriánus óraszerkezet működteti őket, ez nem tévesztendő össze a jóval ismertebb középkori órával, amely a földszinten látható. Salisbury egyike annak a három angol székesegyháznak, amelyik nem rendelkezik a hagyományos angol váltóharangozáshoz szükséges harangokkal, a másik kettő a norwichi és az elyi székesegyház.
A látogatók a toronyba külön vezetett túra keretében juthatnak fel, amely lehetővé teszi számukra, hogy egészen a torony tövéig felmásszanak. Erről a szintről kilátás nyílik az üreges torony belsejére és a benne lévő ősi faállványzatra. A földszinttől a torony aljáig 332 lépcsőfok vezet, amelyeken keresztül 69 méter magasra lehet feljutni.
A karbantartók néha felmásznak a torony tetejére, többek között azért, hogy a csúcson lévő repülőgép-jelzőfényt és meteorológiai mérőállomást szervizeljék. A torony első 44 méternyi magasságát belső létrákon lehet megmászni. A fennmaradó 12 métert egy kis ajtón keresztül kell megtenni, majd a külső oldalon felmászni. 2010-ben a Blue Peter műsorvezetője, Helen Skelton felmászott a toronyra, hogy segítsen a lámpák cseréjénél.

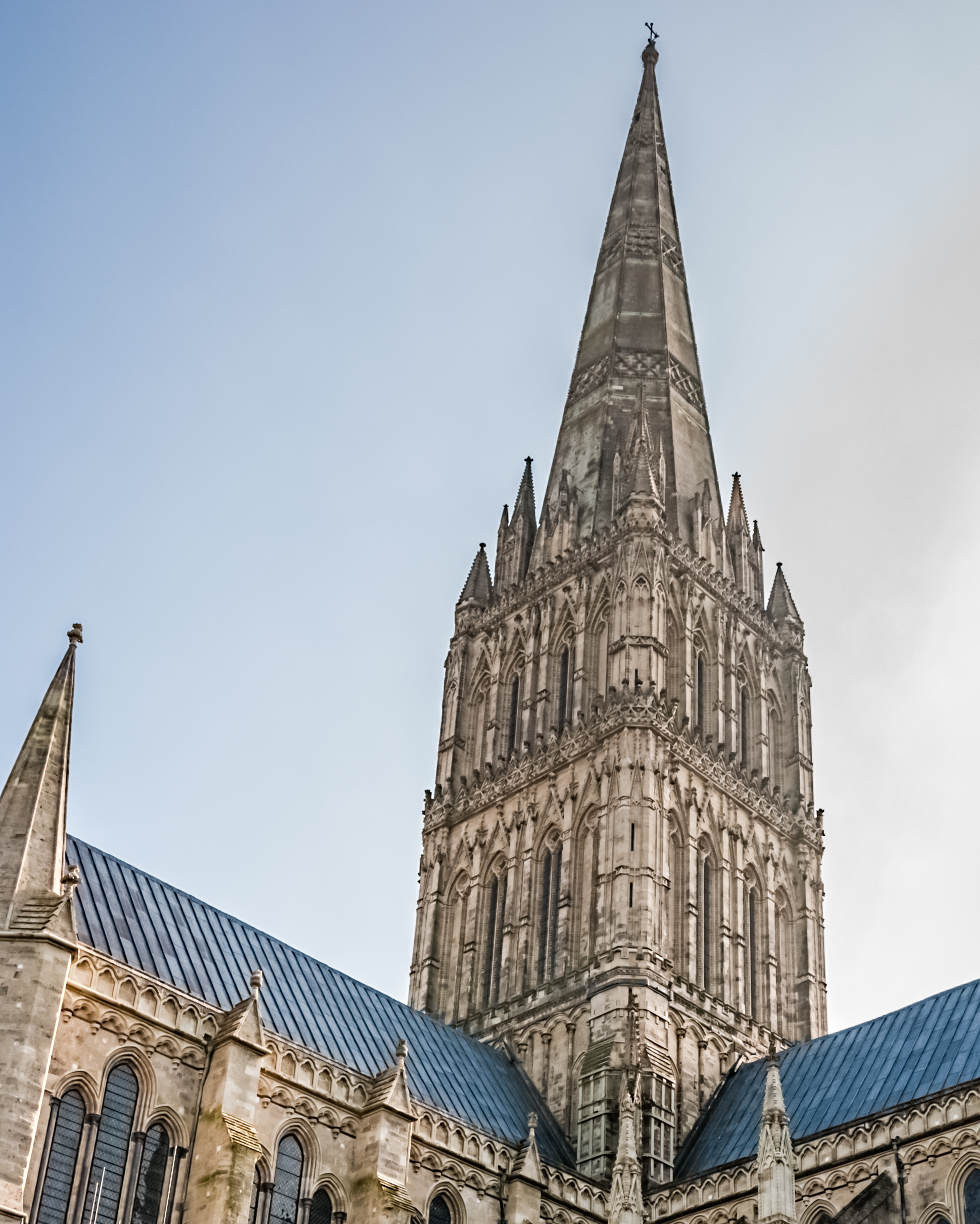
A torony látképe
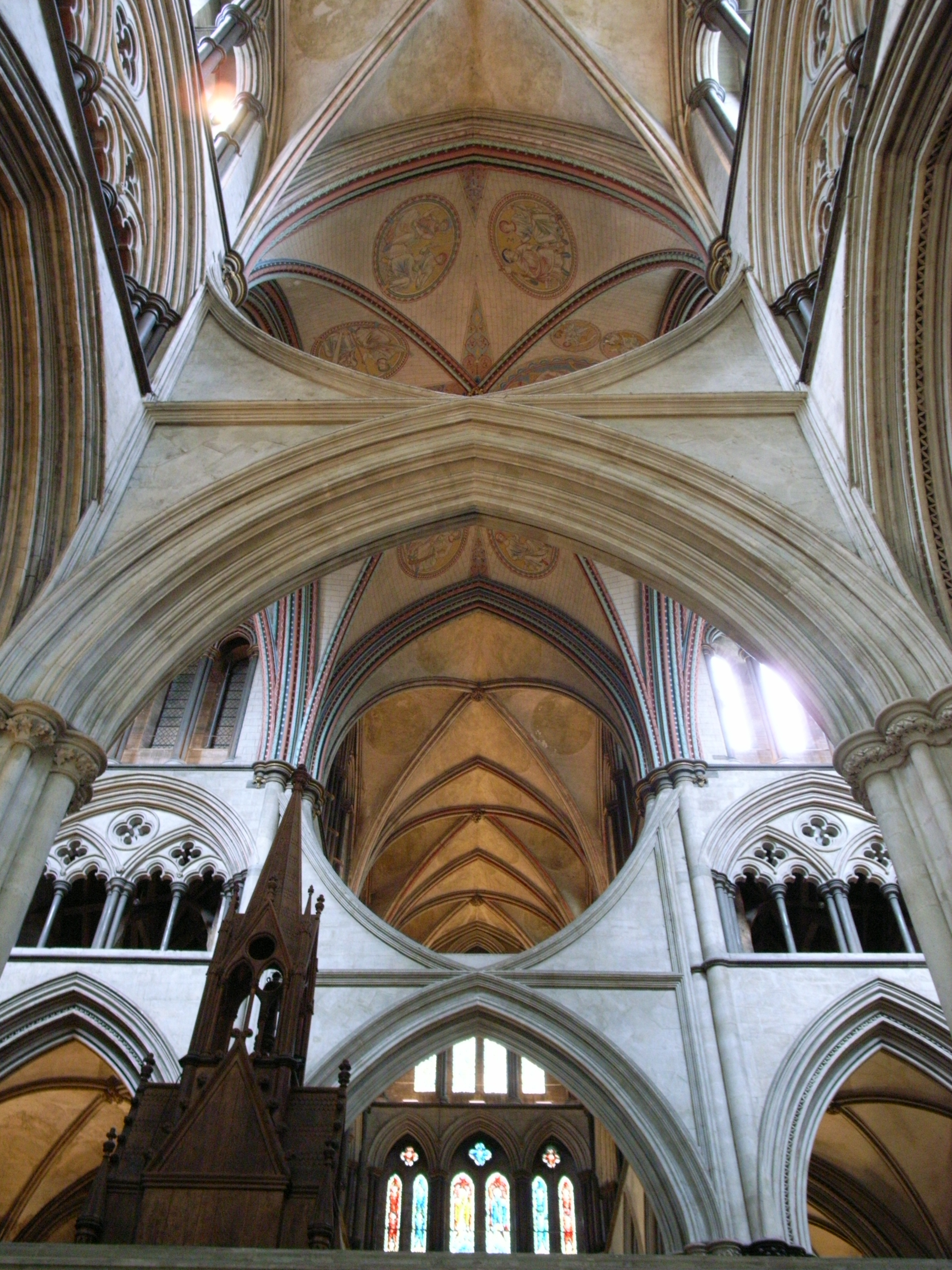
A belső szilárdságot biztosító különleges ollós boltozatok
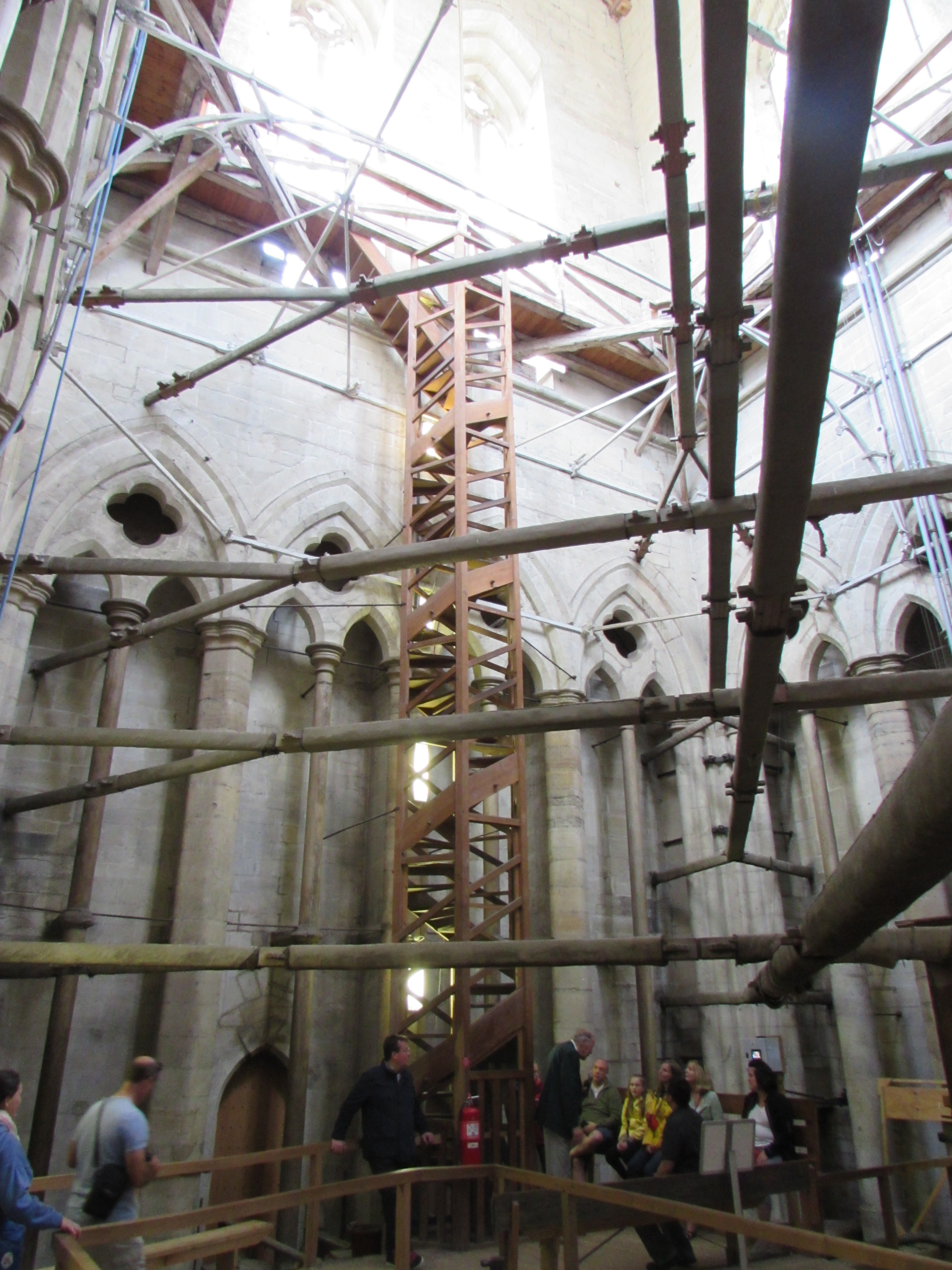
Az alsó toronyszint és a felső acélmerevítések
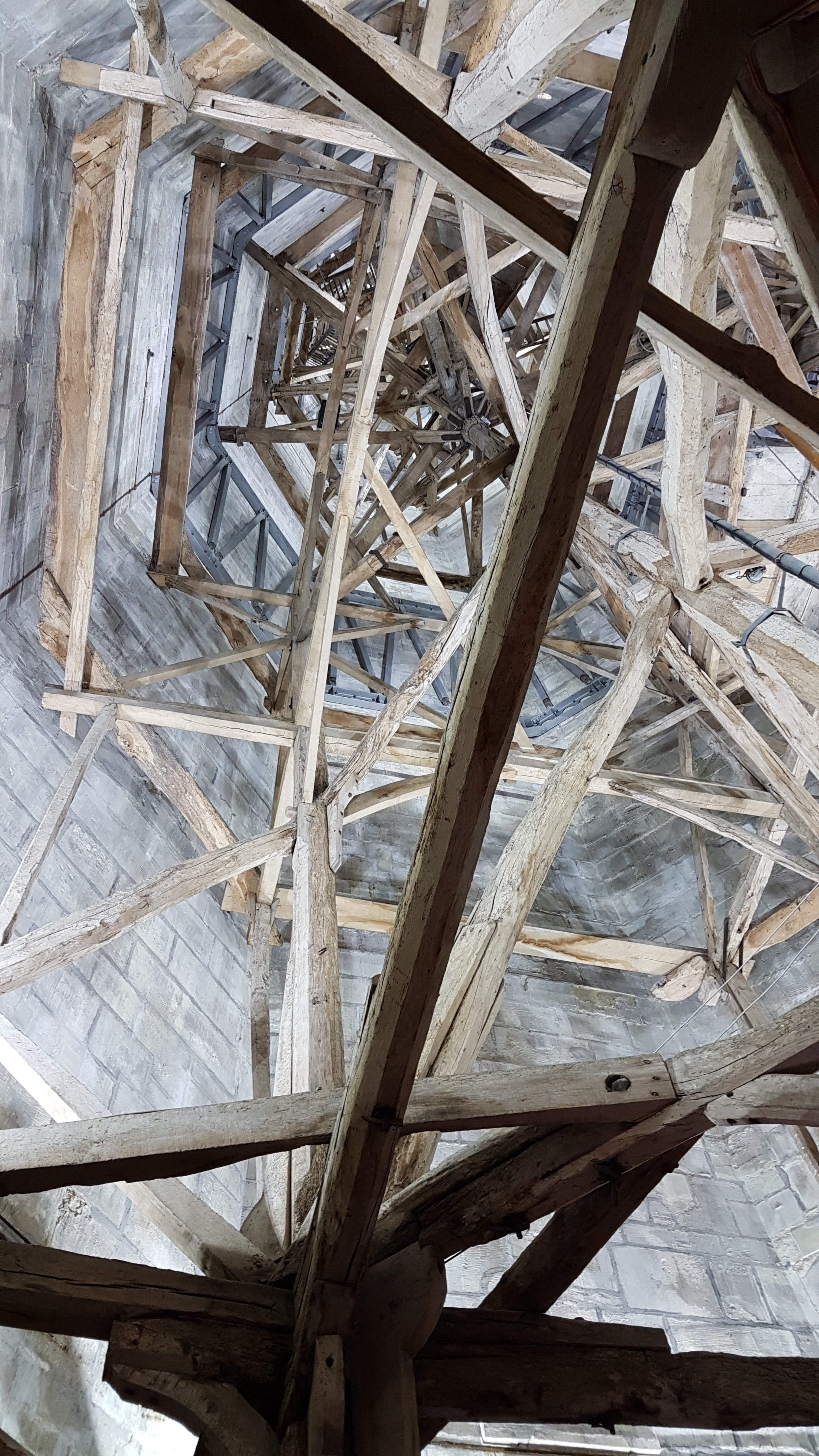
A guglia belsejében található faszerkezet
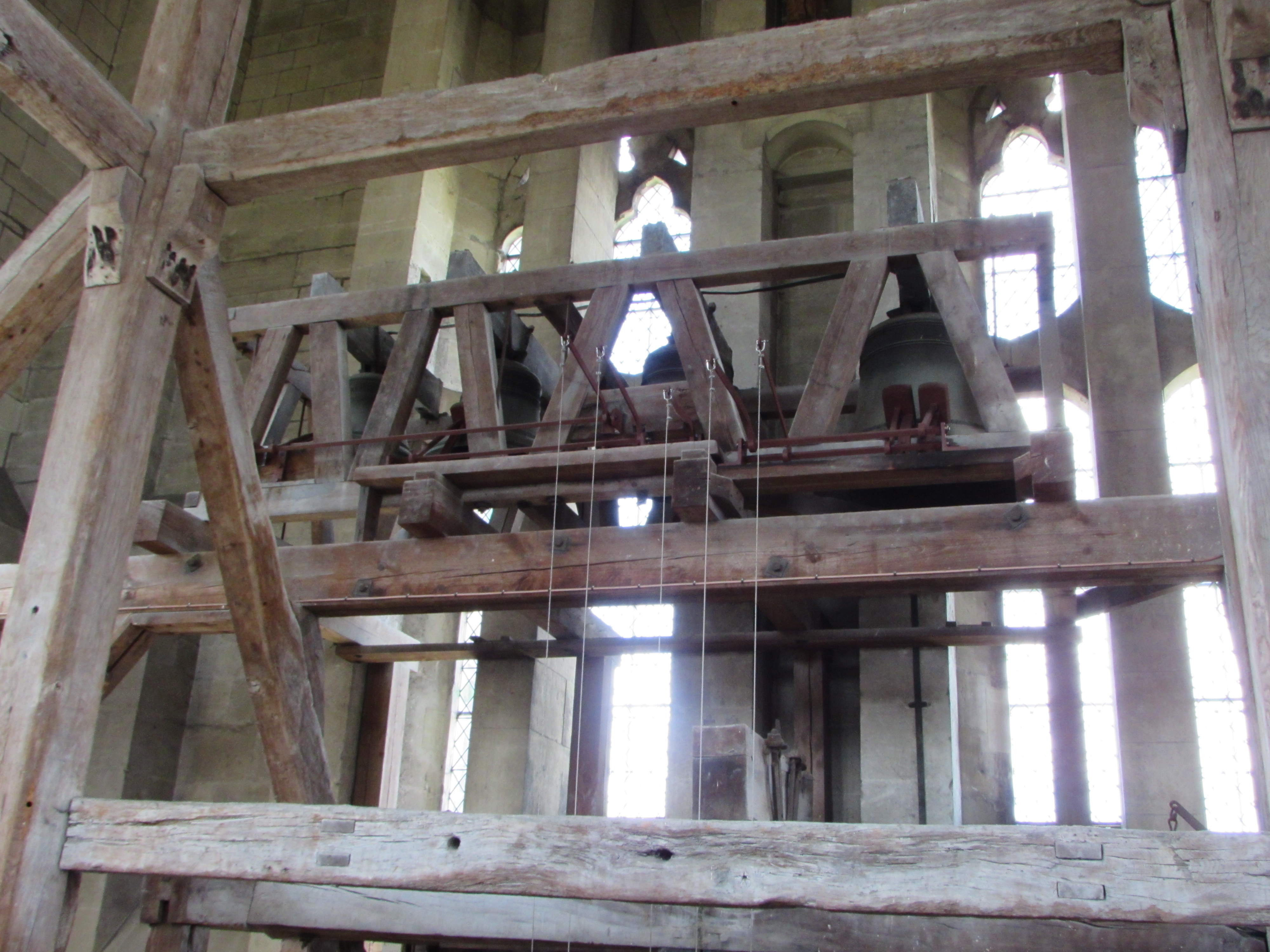
A kizárólag óraütésre használható harangok

### Hosszház
A templom hosszháza éppen olyan magas, mint amilyen széles. A salisburyi székesegyház hosszháza különleges a szokatlanul magas és keskeny főhajója miatt, amelyet vizuálisan kiemel a falakhoz használt világosszürke chilmarki kő és az oszlopokhoz használt sötét, csiszolt purbecki márvány (amely valójában nem márvány, hanem kristályos mészkő). Három szintre tagolódik: egy magas csúcsíves árkádsorra, egy nyitott galériára és egy kis karzatra. Az oszlopok között olyan nevezetes síremlékek sorakoznak, mint például az alapító William Longespée-é. William II. Henrik törvénytelen gyermeke volt, és a későbbi János király féltestvére, aki hosszú katonai és államférfiúi szolgálatot teljesített. Jelen volt a Magna Carta megszövegezésénél és az új székesegyház alapkőletételénél is. Ő volt az első ember, akit ebben a székesegyházban temettek el.
A templomhajó másik szokatlan jellegzetessége a 2008 szeptemberében felállított rendhagyó modern keresztelőmedence, William Pye vízszobrász alkotása, amely a brit székesegyházak legnagyobb működő keresztelőmedencéje, és egy korábbi hordozható neogótikus viktoriánus stílusút váltott fel. A kereszt alakú medence egy 10 láb széles, vízzel teli edényt tartalmaz, amelyet úgy terveztek, hogy a víz minden sarkán keresztül szálanként csorogjon a katedrális kőpadlójába ágyazott bronz rácsok közé. A projekt 180 000 fontba került, és teljes egészében adományokból finanszírozták. Néhány hívő állítólag ellenezte az új keresztelőmedencét, mivel úgy vélték, hogy az mindössze „változtatás a változás kedvéért”, bár Pye szerint a többség támogatta a projektet: „Azt mondanám, hogy 90 százalékuk boldogan várja, öt százalékuk idegesen várakozik, öt százalékuk pedig valószínűleg apoplexiás”.

### Kórus és presbitérium
A kórus a négyezet keleti oldalából nyílik, és egészen a Szentháromság-kápolnával közös kóruscsúcsig tart. Benne két oldalt fából készült és gazdagon faragott stallumok találhatók. A kórus záródása szögletes, oldalai pedig két hajóval meghosszabbítottak. A sűrített osztóárkádokat a kórusban és a presbitériumban is folytatták. A pillérek mindegyike úgynevezett en-délit támos, azaz több kisebb sötét purbecki márvány oszloptörzs fog körbe minden pillérmagot, amely felváltva bordázott és íves mintájú. A boltozatokat a nyugati kereszthajóhoz hasonlóan cikcakkos sáv díszíti. A presbitériumban levélrozetták díszítik a karzatot. A kórusban található a püspöki katedra, amelyet Sir Gilbert Scott 1870-ben készített.
A kórus zárása fölötti árkádsor kerek pillérekből áll, amelyeket szorosan fog közre négyzetes alakban 8 sötét márványoszlop úgy, hogy a sarkok 45 fokban el vannak forgatva a templom tengelyéhez képest. Ez a pillértípus a canterbury székesegyházban található hasonló pillértől származhat. A sarokpillérek négy ilyen kerek elemből állnak, további en-délit oszloptörzsekkel. A legfelső szinten az ablakoknál már csak 3 márványoszlop fogja közre a pillérmagot.
A kórustól keleti irányban lefelé nyílik a Szentháromság-kápolna, ahol a templom első oltárát felszentelték 1225-ben. E kápolna délnyugati sarkában található egy szentély, amely Szent Osmund püspök földi maradványait tartalmazza, akit 1226-ban temettek ide. Osmundot fontos kezdeményezőnek tekintik az Old Sarumban található elődtemplom befejezésében. III. Kallixtusz pápa 1457-ben szentté avatta, erre az alkalomra új, pompásan feldíszített szentélyt kapott, ezt azonban a reformáció idején lerombolták.
A kórus négy fő boltozata fölötti boltozatban lévő, régi rajzokon megörökített freskóciklus viktoriánus kori restaurálás eredményei, miután a belső teret James Wyatt az 1790-es években kimeszeltette, így az eredetiek megsemmisültek. A magas kórus fölött medalionokban próféták alakjait, a keleti kereszthajó fölött a négy evangélista és az apostolok által körülvett mandorlában Krisztust, a kereszthajó fölött angyalokat, a kórus fölött pedig a havi munkákat ábrázolták.

### Szentháromság-kápolna
A presbitériumtól keletre található a Szentháromság-kápolna, amelyet Mária-kápolnaként is használnak. A kápolnát több en délit oszlopsor választja el az oldalhajóktól, amelyek a magas kórus keleti árkádja mögött folytatódnak. Itt egyáltalán nincsenek mészkőoszlopok. A kápolna a meghosszabbított oldalhajók két keleti hajójából és egy két hajóval kelet felé kiugró központi térből is áll, amelyet egyedül álló purbecki márványoszlopok osztanak három hajóra. Ez a háromhajós csarnoktemplom-kialakítás az angers-i Saint-Serge templomra emlékeztet, és minden bizonnyal hatással volt a winchesteri katedrális Mária-kápolnájára is. A francia gótikus építészettel ellentétben (például az ugyanabban az évben elkezdett amiens-i székesegyházzal szemben) az egyes térrészek egymás mellett helyezkednek el, és nem olvadnak össze az egységes térhatás érdekében.

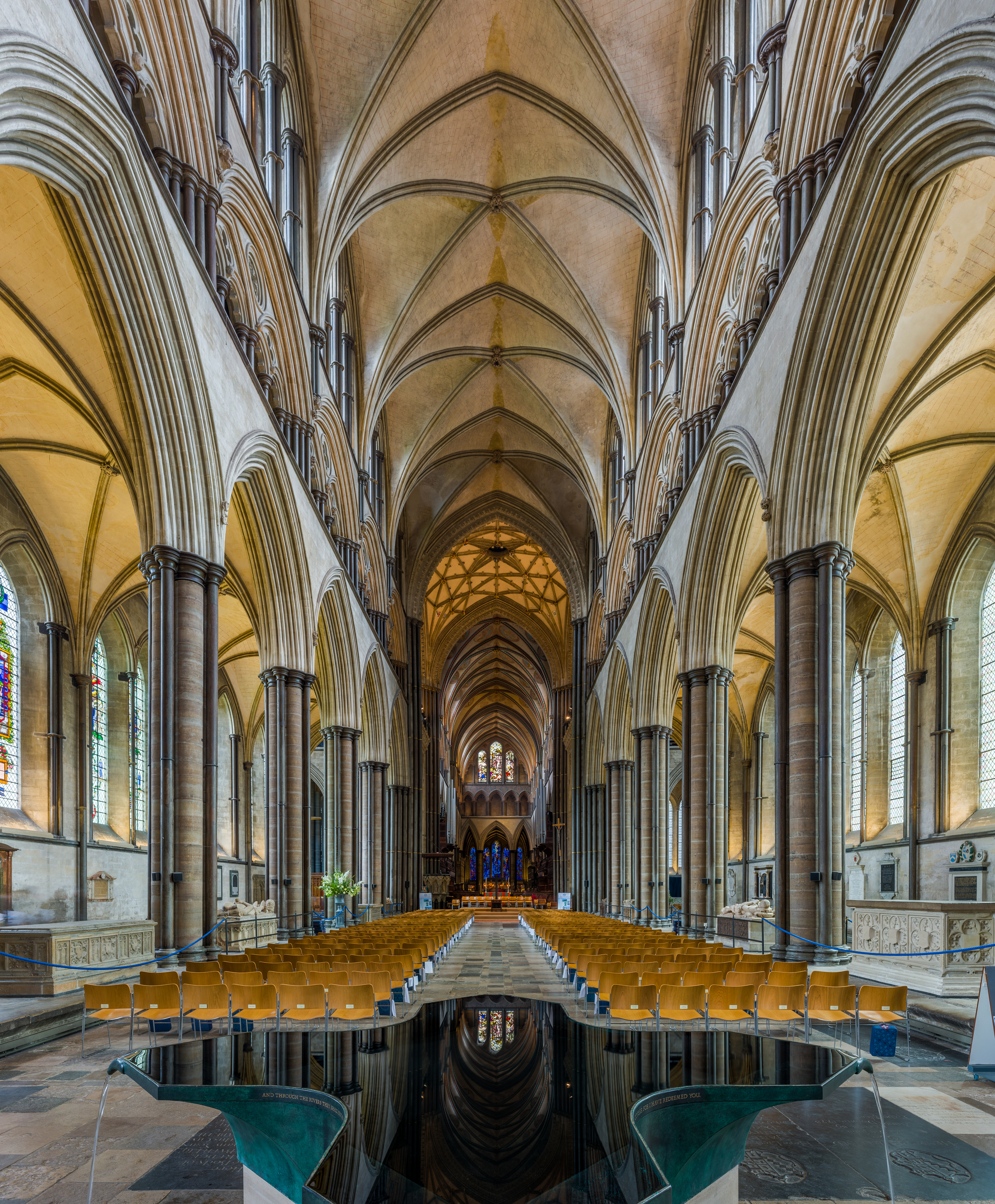
A templom főhajója és tükröződése Pye keresztelőmedencéjében
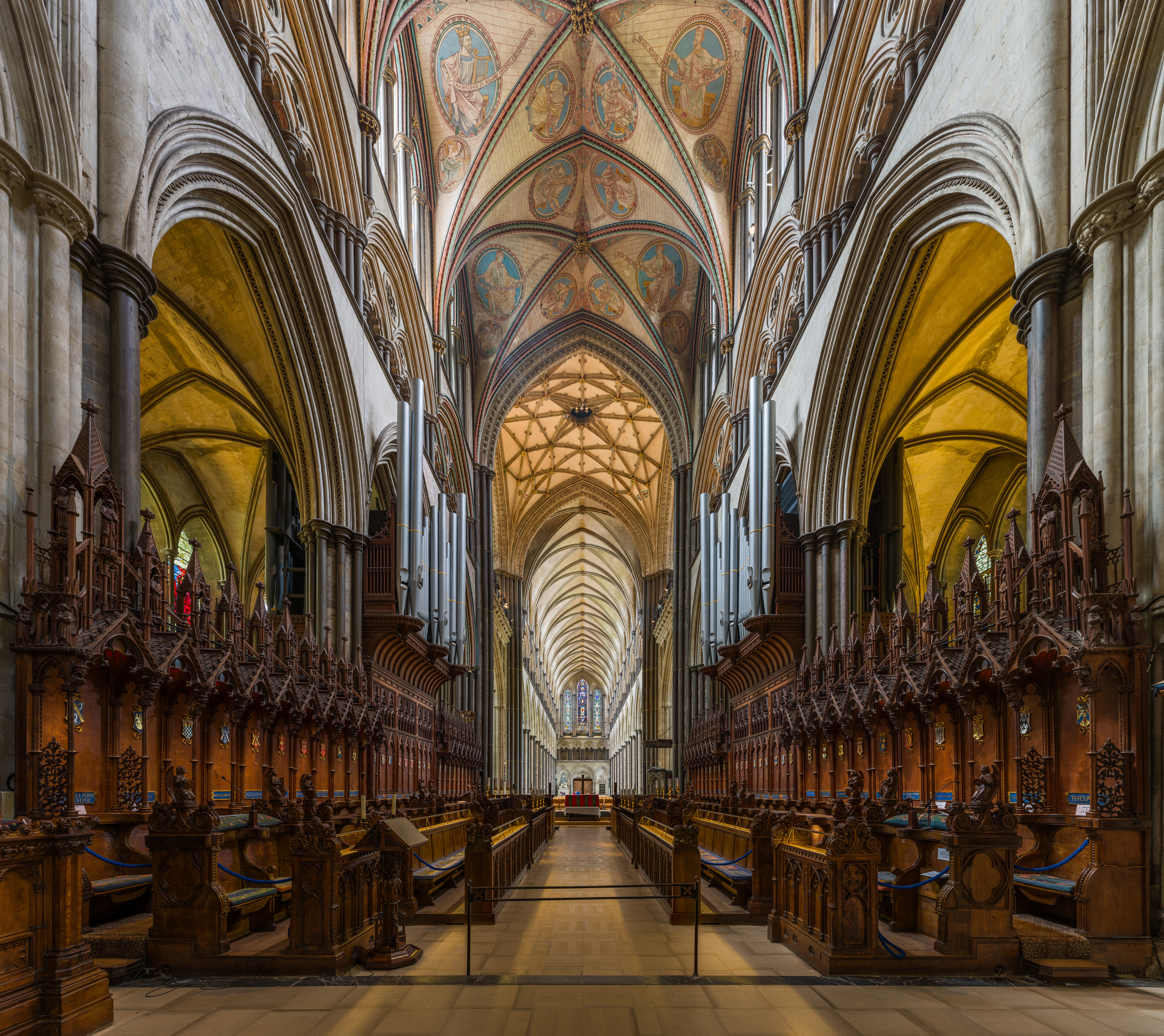
A kórus és a stallumok
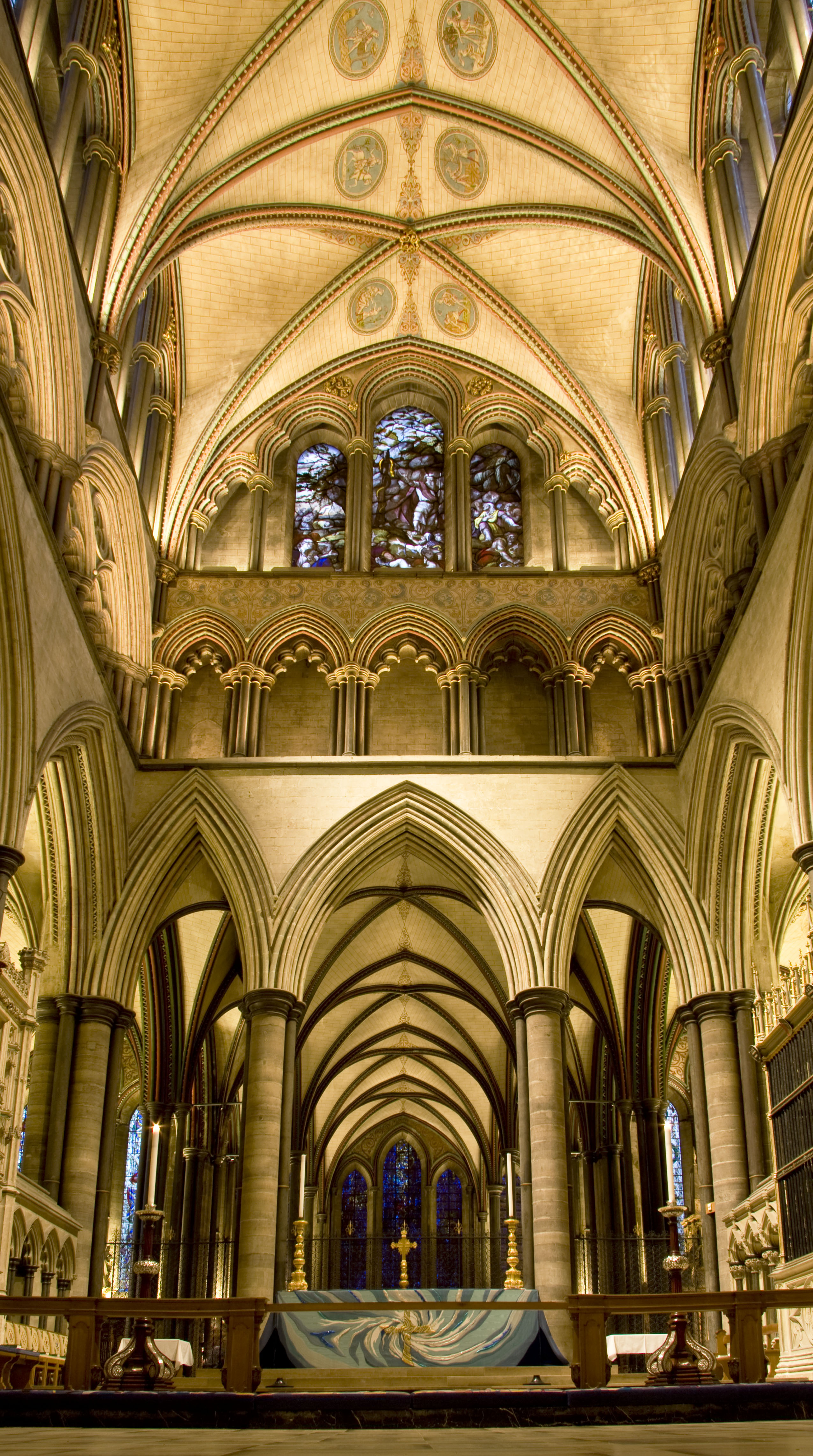
A kóruszáródás háromosztatú, csúcsíves ablakokkal és különleges en-délit oszlopokkal

## Kerengő és káptalanház
A kerengő és a nyolcszög alaprajzú káptalanház 1240-1270-ben, illetve 1263-1284-ben épült a westminsteri apátság mintájára. Ez a kerengő több forrás szerint a legnagyobb a Brit-szigeteken, bár a források véleménye az elsőséget illetően megoszlik a salisburyi és a hasonló méretű norwichi kerengő között. Az építést 1270 körül kezdték el, és 1310 körül fejezték be. Az építkezés folyamata leginkább a négyrészes bordás boltozatok záróköveinek megválasztásán látható. A káptalanházhoz 1280 körül egy kéthajós előcsarnokot építettek. Viktória királynő 1837-es trónra lépésének alkalmából két libanoni cédrust ültettek a kerengő udvarára.
A székesegyházzal ellentétben a salisburyi káptalanház belseje szobrokkal gazdagon díszített. Az épület nyolcszögletű formájáról, karcsú középső oszlopáról és középkori díszes frízeiről nevezetes.A látogatók a kerengő keleti folyosójáról nyíló ajtón keresztül közelíthetik meg a káptalanházat. Ez egy kétboltozatos előcsarnokba, avagy vesticulumba vezet. Itt a vak árkádsor ugyanolyan mintázattal folytatódik, mint a kerengő falain végigfutó díszítés. Az előcsarnokból egy belső ajtó nyílik a főterembe. A nyolcszögletű káptalanház arányai és kialakítása a nála korábbi, 1253-ban befejezett westminsteri apátság épületéből származik. A salisburyi építési szerződésben valószínűleg kikötötték, hogy a káptalanház olyan legyen, mint a westminsteri, ami a középkorban gyakori kikötés volt az ilyen jellegű szerződésekben. Mindkét épület átmérője 58 láb (17,68 méter), de a westminsteri boltozatok 54 lábnyi (16,46 méteres) magassága két lábbal meghaladja a salisburyi boltozatokét. Westminsterhez hasonlóan a boltozatok egy központi oszlopból indulnak ki, amelyet nyolc karcsú, en délit támoszlop vesz körül, amelyeket formázott sávok vagy gyűrűk tagolnak. Bár az épület terveinek eredete vitán felül áll, a részletek változatossága miatt mégis elkerülte a szolgai másolást.
A nyolcszög körül az óramutató járásával megegyező irányban, a nyugati oldalon lévő ajtónyílásnál kezdődő és végződő, egy lépcsőfokon megközelíthető lábazat képezi az 51 kanonoki szék folyamatos alapját. A keleti oldalon egy további lépcsőfok emeli a méltóságok székeit a többi fölé. Középen található a székeskáptalan dékánjának helye, amelyet három oldalra néző szakállas férfifej díszít. A keleti oldal padjai nemcsak magasabbak, hanem jobban be lettek mélyítve, mint a többi ülőhely. A leválasztott, négyszárnyú purbecki márványból készült pillérek folyamatos vakárkádot támasztanak alá. A cinquefóliás, tört ívek meghatározzák és és keretbe foglalják az ülőhelyeket.
Emberfejek, állatok és madarak faragott ábrázolásai lepik el az árkádok változatos, páfránylevél-motívumokkal díszített oszlopfőit. A minőségük és változatosságuk miatt figyelemre méltó fejek az ablakívek mennyezeti díszítményeinek lezárásaként szolgálnak. A fejkonzolok némelyike karikatúra, mások idealizáltak, klasszicizáltak vagy realisztikusak, és az élet minden területét és rangját ábrázolják, a királyoktól, királynéktól és hercegektől a szerzetesekig, apácákig, papokig, kereskedőkig, leányokig és munkásokig. John Carter, a Society of Antiquaries of London egykori művésze 1802-ben készült rajzai elég részletesen megőrizték a fejeket és a fejléceket ahhoz, hogy a 19. századi restaurálások előtti állapotukat bemutassák. A bejárat boltozatába az erényeket és a bűnöket ábrázoló kisplasztikákat helyeztek el. A templom legértékesebb szobrászati alkotásai a domborművek, melyek a vakárkádsor párkányát díszítik, és az Ószövetségből vett történeteket örökítenek meg. A nem kevesebb mint 60 faragott dombormű különféle jeleneteket és történeteket ábrázol a Teremtés és a Kivonulás könyvéből, többek között Ádámot és Évát, Noét, Bábel tornyát, valamint Ábrahámot, Izsákot és Jákobot.
A káptalanház külső falait nagy méretű, négysávos, kőkeretes ablakok törik át. Az így kialakult helyiség már a középkorban is fényárban úszott. Az építés során használt grisaille-üvegeket a 19. században cserélték ki. A káptalanház boltozata finoman kidolgozott és esernyő alakú. Egy keskeny középső pilléren nyugszik, amely nyolc, purbecki márványból készült en délit segédtám vesz körül. A pillérből tizenhat borda emelkedik ki: nyolc átlós borda és nyolc másik, amelyek mindegyike hármas gerendákba ágazik szét,  ez a boltozat alaprajzában csillagmintát hoz létre.

A káptalanházban látható a Magna Carta Libertatum négy fennmaradt eredeti példánya közül a legjobb állapotban fennmaradt példány. Ez azért került Salisburybe, mert Elias of Dereham, aki 1215-ben jelen volt Runnymede-ben az oklevél kiadásánál, azt a feladatot kapta, hogy az eredeti példányok egy részét szétossza. Elias később Salisbury kanonokja lett, és ő felügyelte a székesegyház építését, így került ide a 13 eredeti példány egyike.

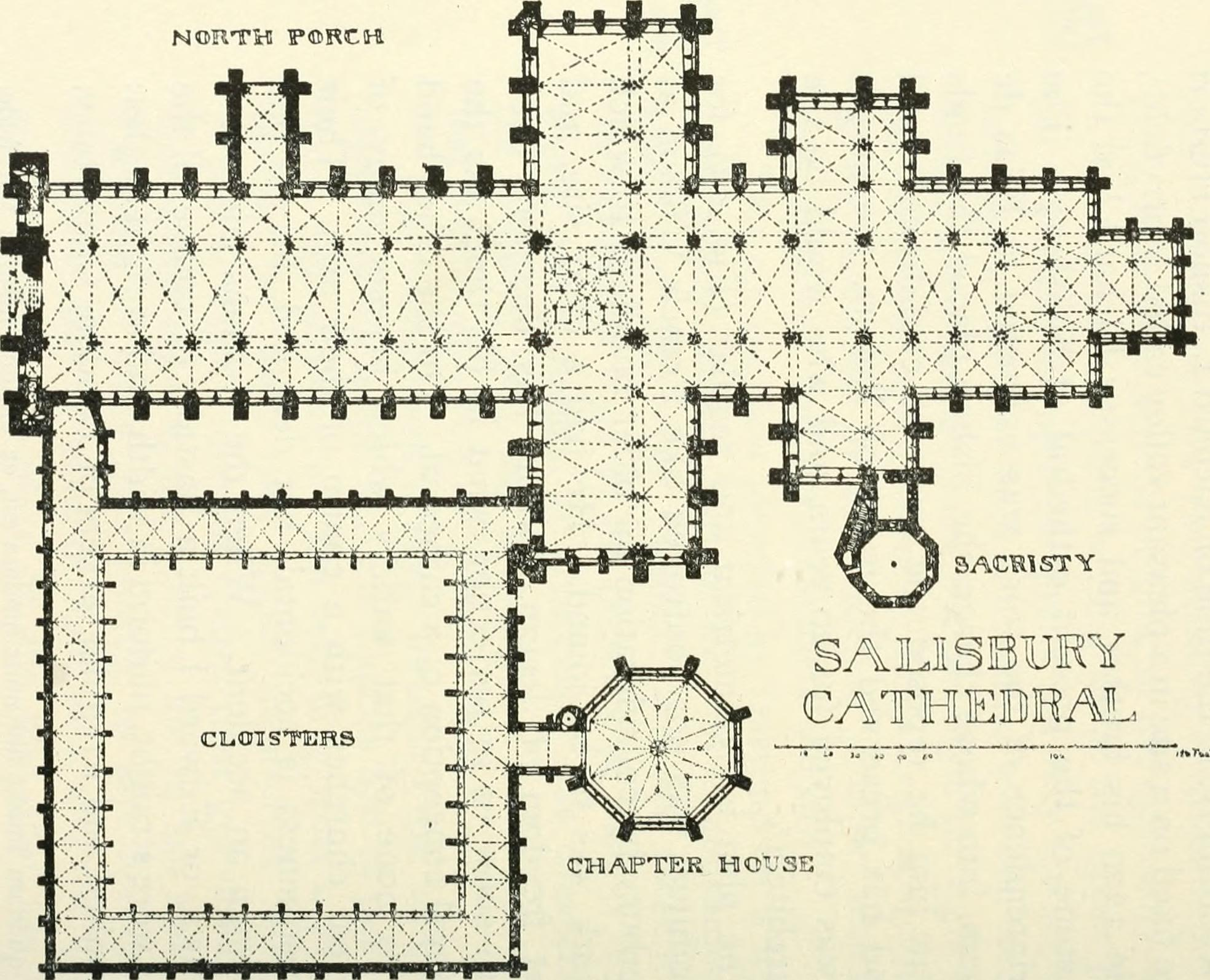
A kerengő és a káptalanház pozíciója a templom alaprajzán
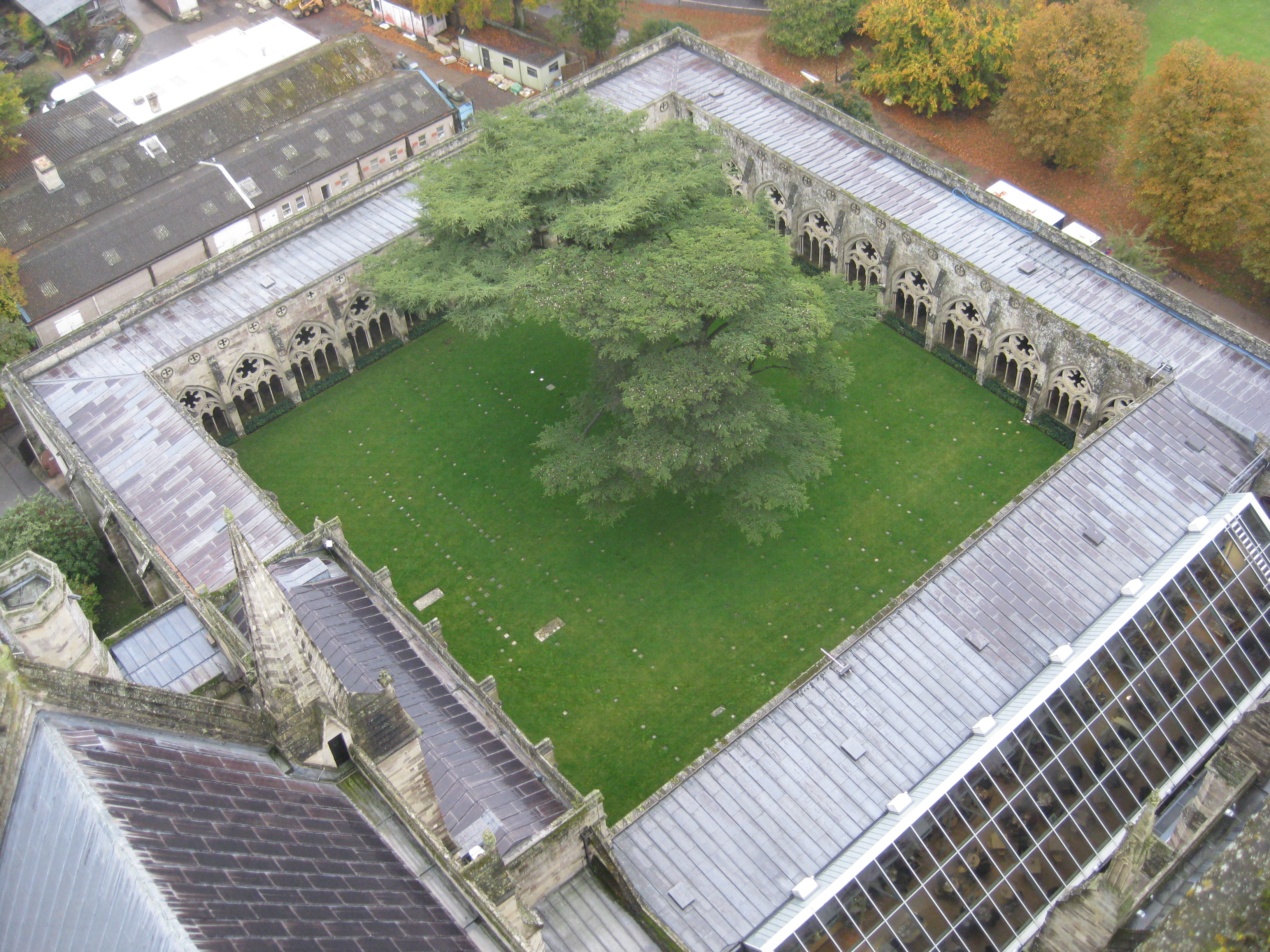
A kerengő látképe a toronyból
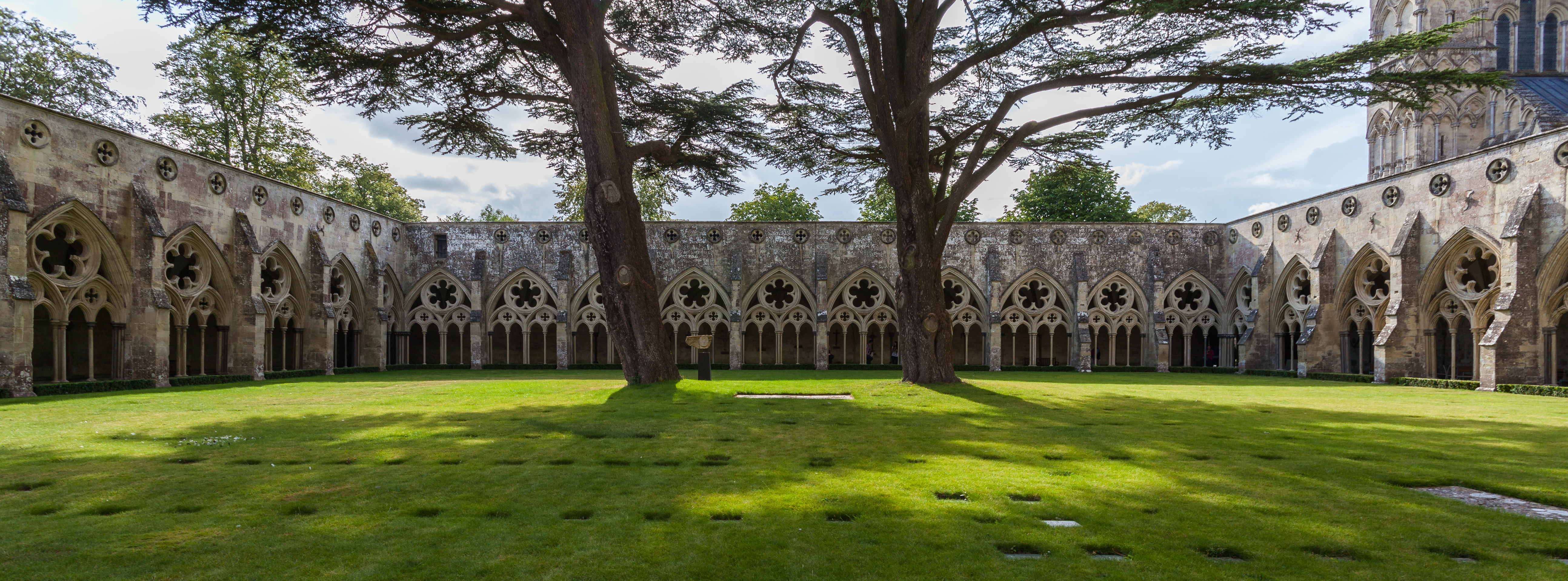
A kerengő, középen a két libanoni cédrus
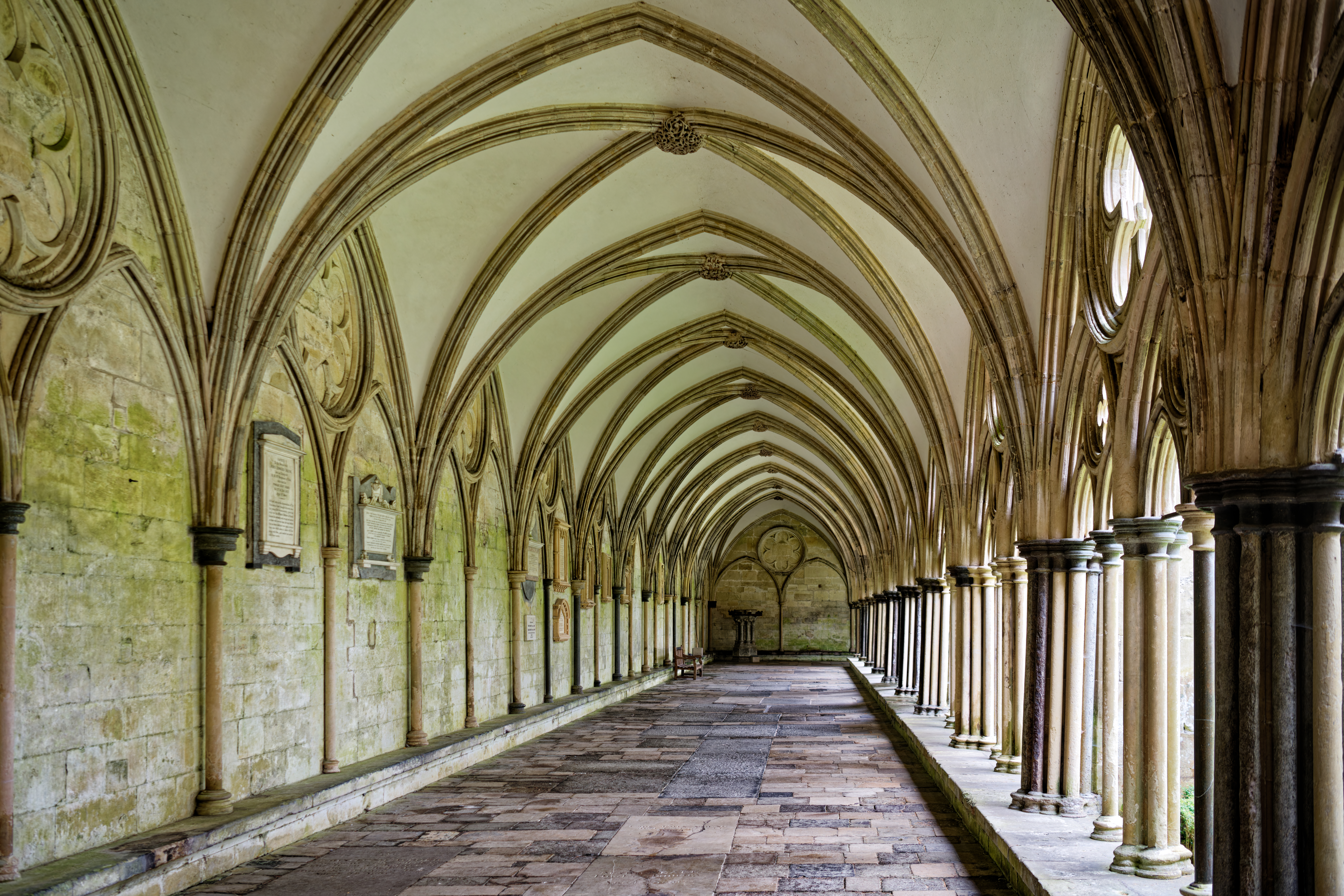
A kerengő belsejének boltozata
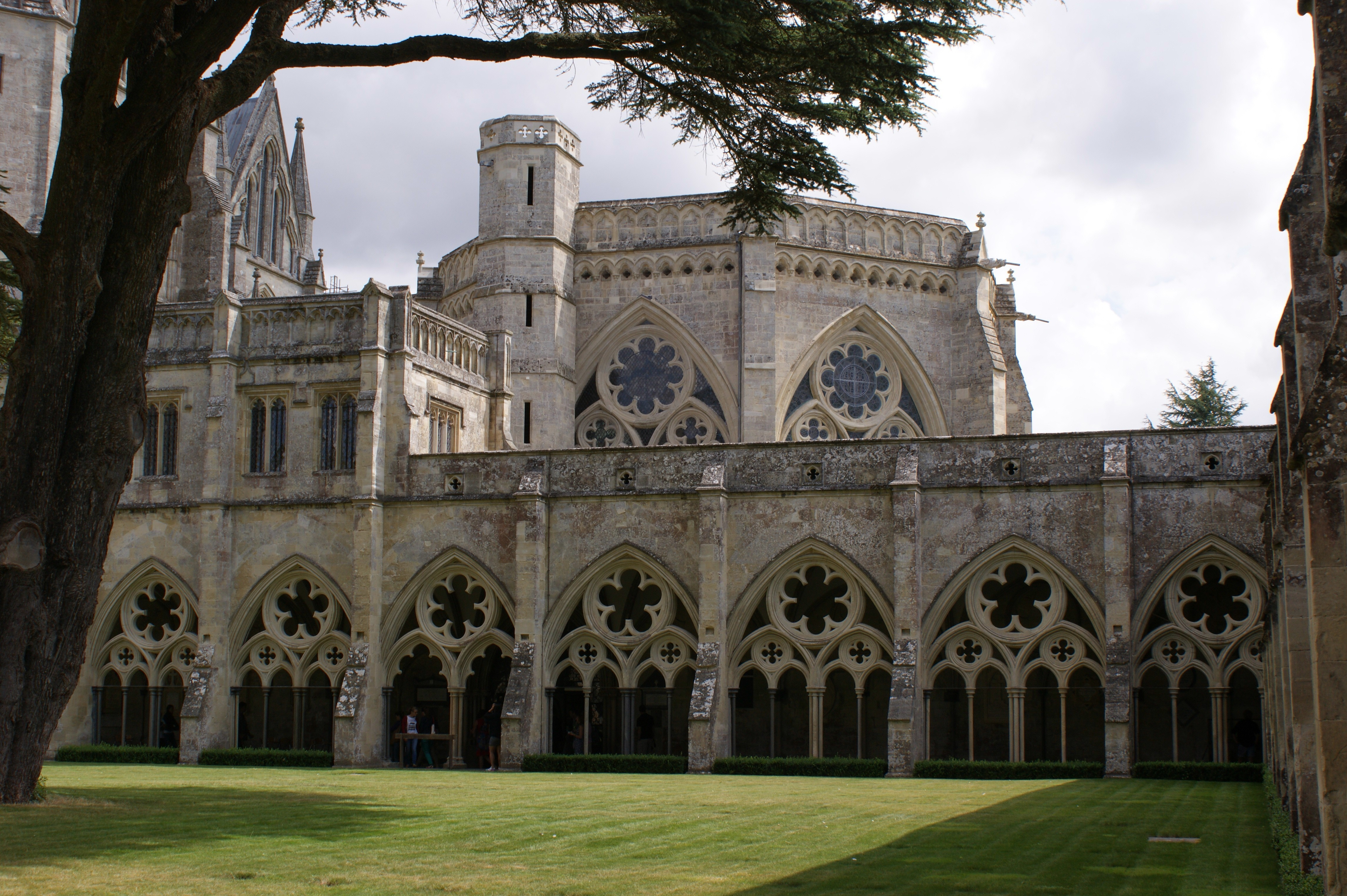
A káptalanház épülete a kerengő felől
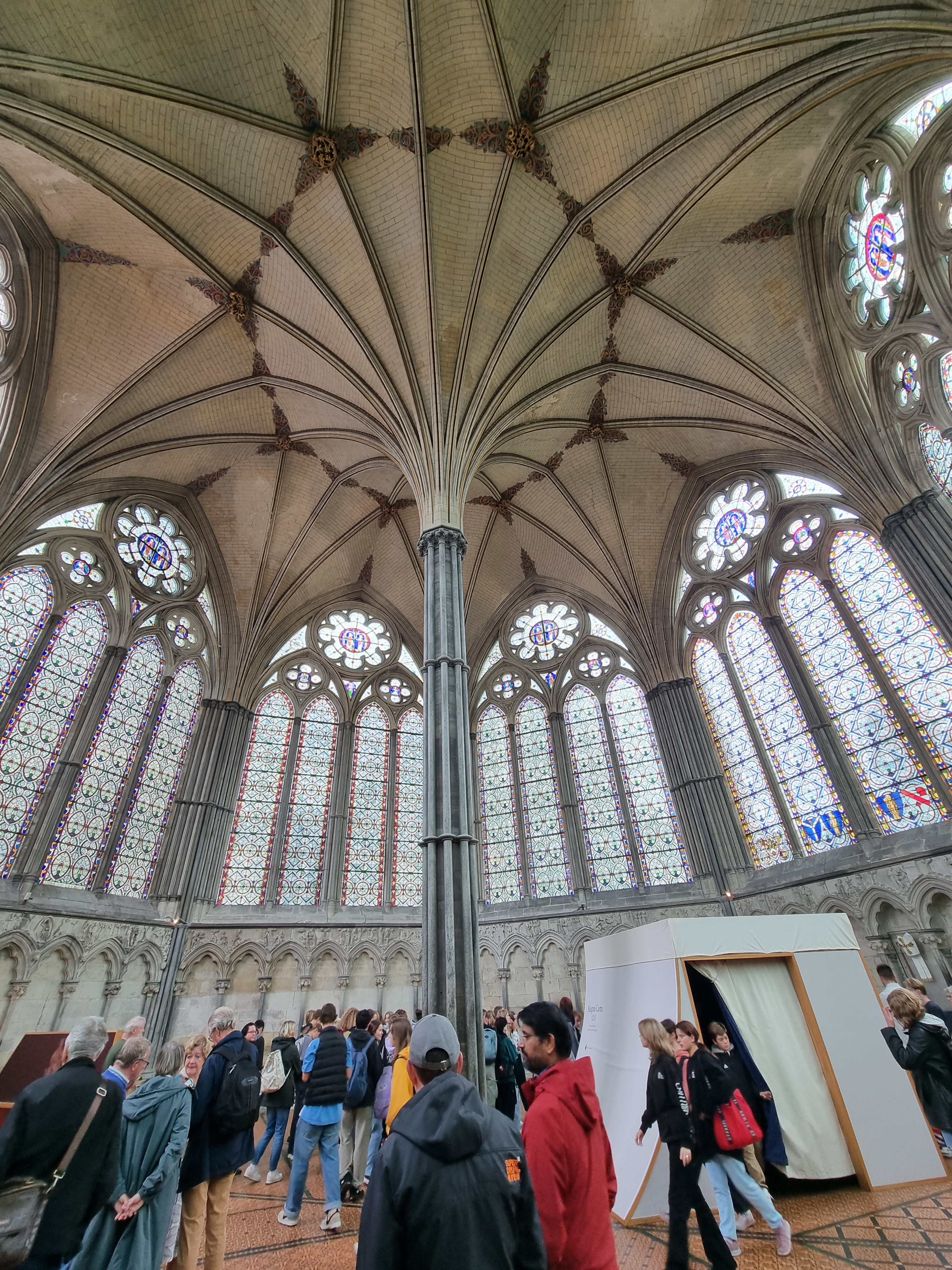
A káptalanház ablakai és boltozata
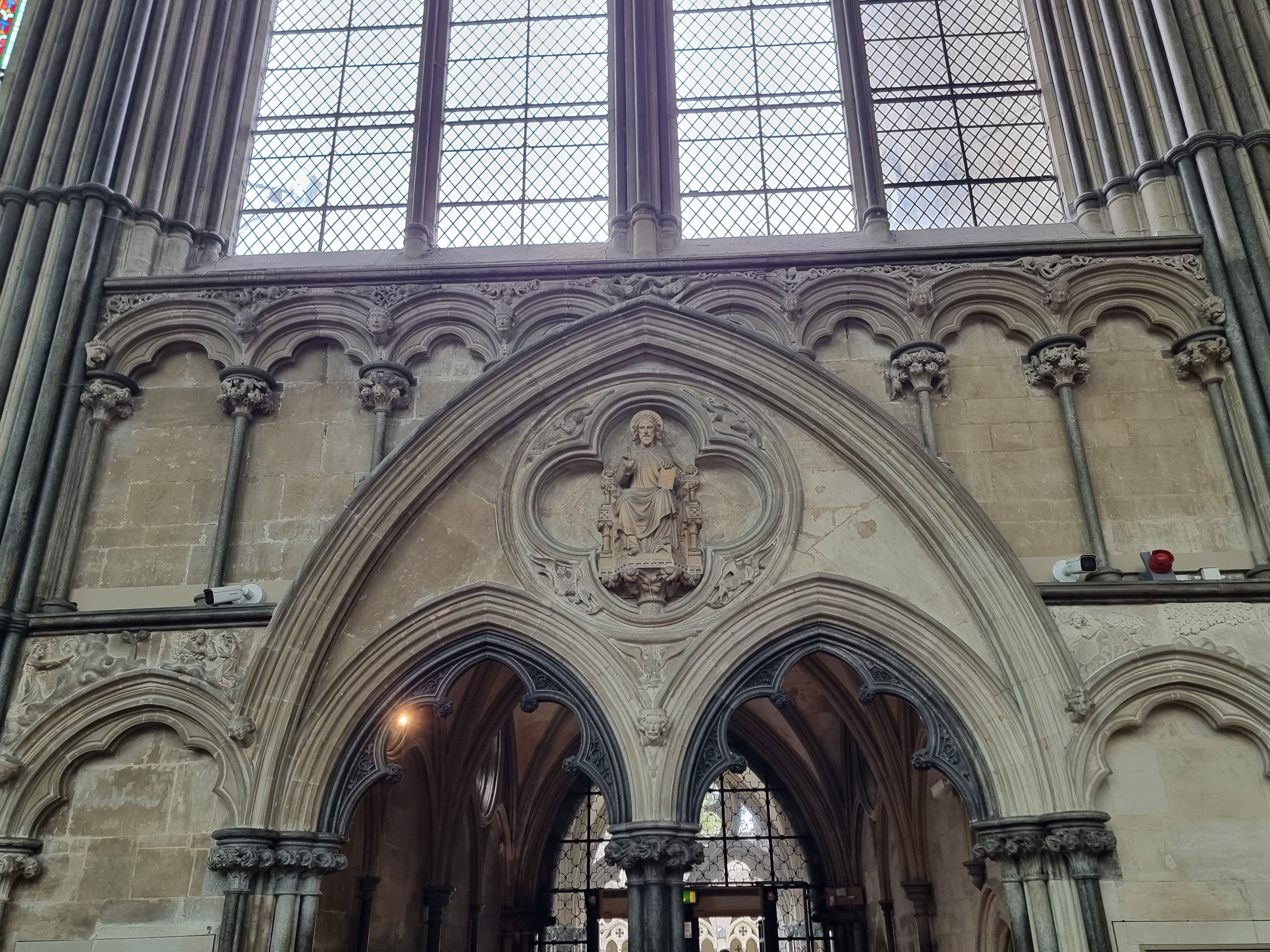
A nyugati bejárat fölötti mandorla
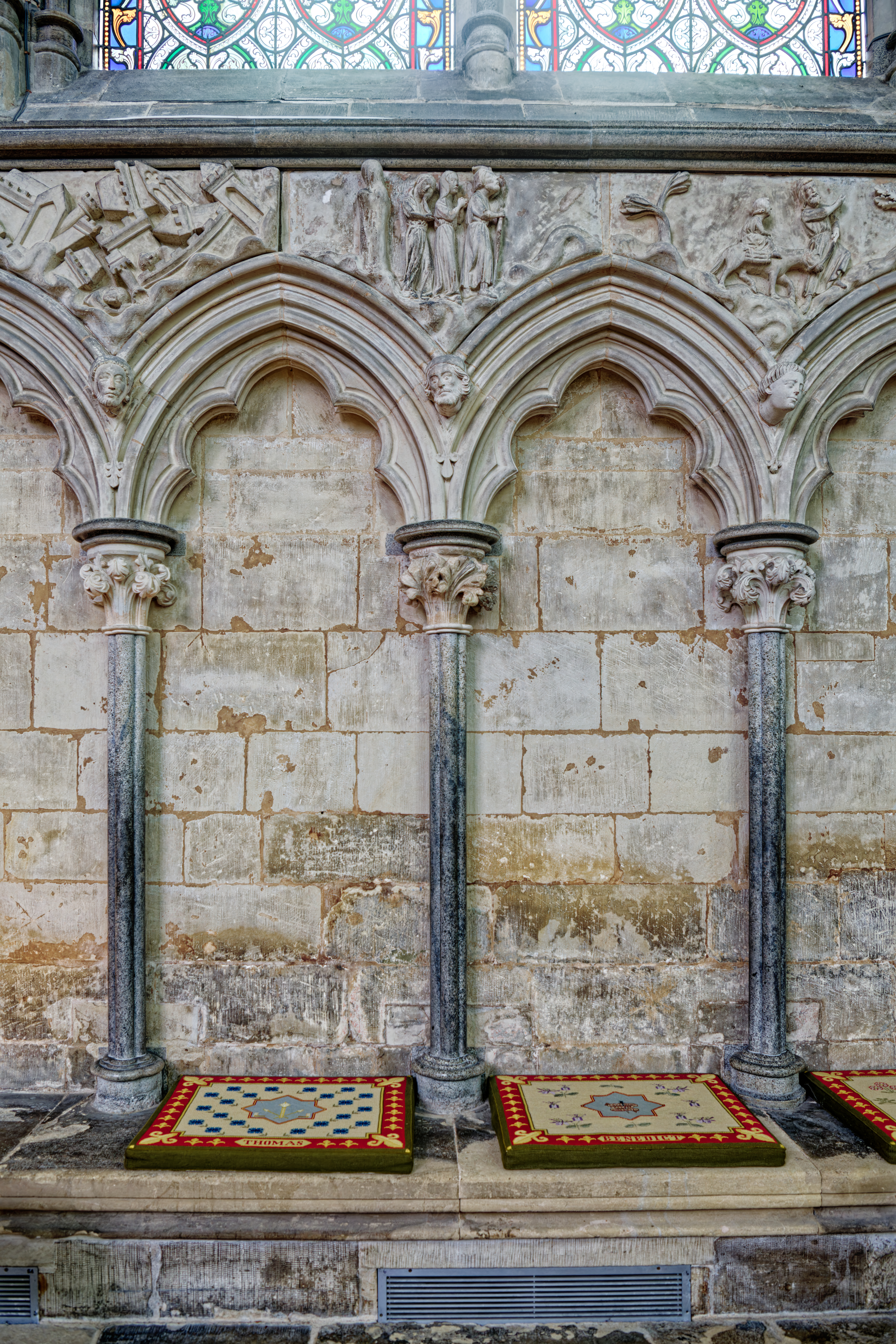
Két ülőhely és a fölöttük lévő frízek

## Óra

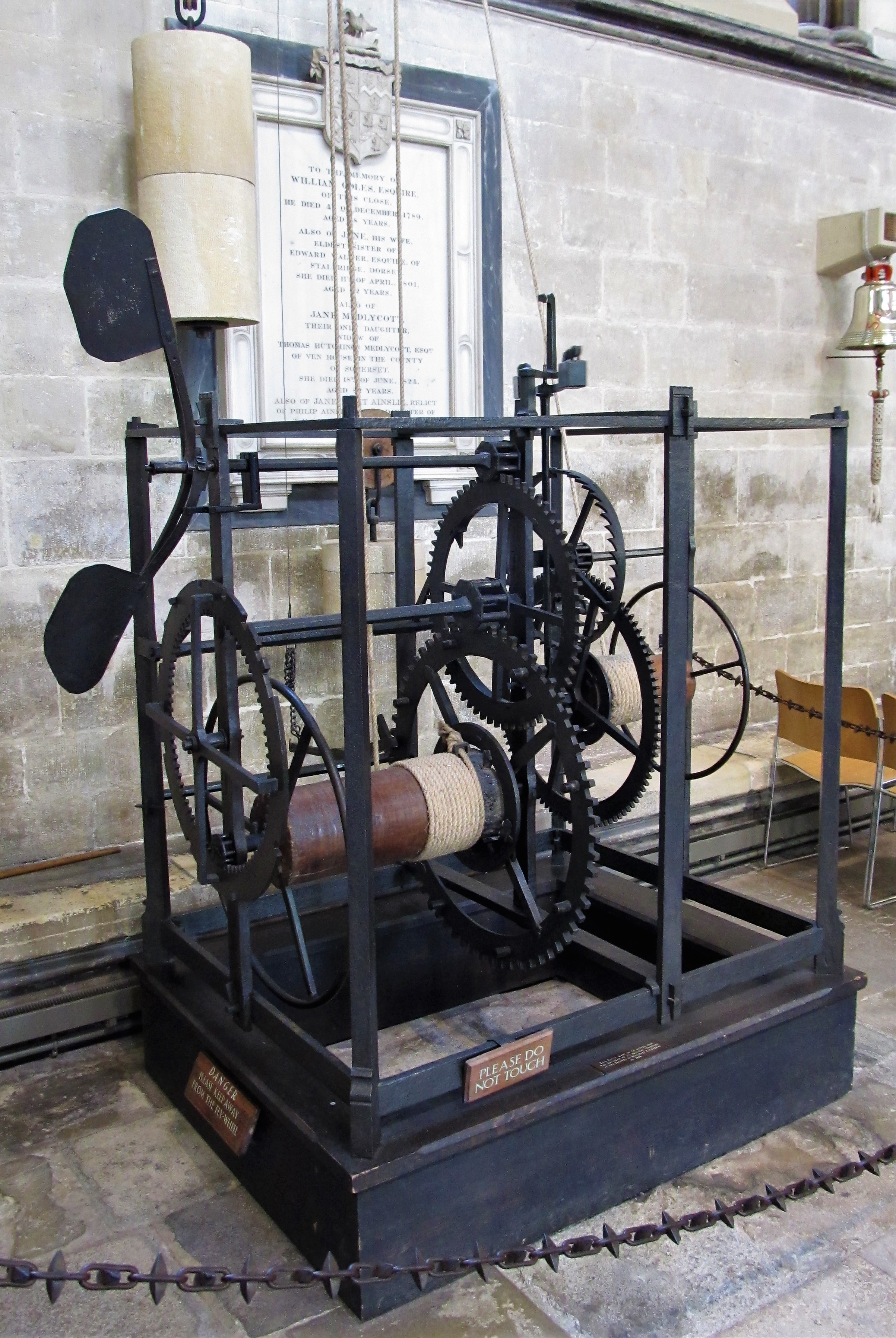
A kiállított óraszerkezet

A székesegyház órája, amely körülbelül 1386-ból származik, sok kutató szerint a világ legrégebbi működő modern óraszerkezete. Az orsós gátszerkezetű, kerékgátlásos  (más néven foliot-járatú) órának nincs számlapja; az összes akkori óra harangon ütötte el az órákat. Eredetileg a különálló harangtoronyban volt elhelyezve, amelyet 1792-ben lebontottak. A bontást követően az óra a székesegyház tornyába került, ahol 1884-ig működött. Ezután az órát raktárba helyezték és sorsára hagyták. Az évtizedekre elfeledett órát 1928-ban fedezte fel újra a toronyban T. R. Robinson, egy hobbi horológus, amikor felment a toronyba, hogy megnézze az új órát (amelyet 1884-ben szereltek fel). A régi óra létezéséről ugyan többen tudtak, de senki sem tulajdonított neki nagy jelentőséget. Egyedül T. R. Robinson volt az, aki a keretszerkezetet megvizsgálva úgy vélte, hogy ez az 1386-ban említett eredeti toronyóra lehet. Az 1928-ban készült fényképek alapján úgy tűnt, hogy a szerkezet meglehetősen teljes. Végül felismerték történelmi jelentőségét, és először a székesegyház északi kereszthajójában állították ki.
Anglia legjelentősebb  órásműhelye, a derbyi John Smith & Sons cég 1956 februárjában kapta meg az órát restaurálásra. A szállításhoz szétszedték, majd műhelyükben újra összerakták azt, és összehasonlították a London Science Museumban található középkori óraszerkezetekkel, mielőtt eldöntötték, hogyan restaurálják. A Rolls-Royce segítségét kérték, hogy röntgenátvilágításos anyagvizsgálatot készítsenek két kerékagyról. Ez megerősítette, hogy a járókerék két tengelyét egykor meghosszabbították, amikor az órát átállították ingaüzemre. A későbbi vizsgálatok kiderítették, hogy az órát valójában kétszer is átalakították, mivel egy korábbi ingacsapó szerkezet maradványait fedezték fel. Az inga és a visszacsapó szerkezet helyére új verge és foliot került, így az óra az eredeti kialakításnak megfelelő állapotba került. 2007-ben újabb helyreállítási és javítási munkálatokat végeztek. Ugyan napjainkban az óra működik, de az ütőszerkezetet rendszerint egy bilincs akadályozza meg a működésében, így nem üti el az órákat, ám ez bemutatók céljából ismét bekapcsolható.
Bár sokan ezt tartják a világ legidősebb működő mechanikus óraszerkezetének, és a Guinness Rekordok Könyve is eként tartja számon, erre a címre megalapozottan tart igényt a francia Beauvais, az olasz Chioggia és a houndurasi Comayagua órája is. A wellsi székesegyház óráját valószínűleg ugyanaz a mester készíthette, viszont azt néhány évvel későbbre datálják, ennek eredeti mechanizmusa ma a London Science Museum kiállításában látható. Christopher McKay 1993-ban az Antiquarian Horological Society-vel közösen vizsgálatot vezetett, és a résztvevők mintegy 70%-a arra a következtetésre jutott, hogy a salisburyi óra az eredeti 14. századi óra, míg a maradék 30% szerint későbbi. Későbbi kutatások alapján nem tűnik reálisnak a közel 500 éves üzemidő, és ezen vizsgálatok alapján a salisburyi óra 1500 és 1529 között épült, majd 1613-ban átépítették, hogy óramutató járásával megegyező irányban forogjon, 1670 után átállították ingaórára üzeműre, majd 1790-ben a főtoronyba helyezték át, végül 1884-ben új órával helyettesítették. Ez körülbelül 370 éves élettartamot jelentene, ami reálisabbnak tűnik, így egy ez előtti szerkezetet tartanának az eredeti legrégebbi órának, amelyet aztán ezzel váltottak fel.

## Zenei élet

### Orgona

#### Története
A székesegyház története során több orgona is működött benne. Különösen érdekes a két szép négymanuálos hangszer, az első Renatus Harris (1652-1724 körül) műve, amelyet a 18. század végén cseréltek le, a második pedig a jelenlegi orgona, amelynek jelenlegi híre háttérbe szorította az előbbi hírnevét.
A Harris által készített négymanuálos hangszert 1710-ben állították fel. A sípregiszterek sokasága jellemző volt Harris hangszereire, és a klasszikus francia orgona hatását tanúsítja. A nemcsak stílusában látványos, de jó minőségű hangszer (az alkalmi javításokon túl) közel 80 évig gyakorlatilag változatlan maradt, mígnem a katedrális James Wyatt által 1789 és 1792 között végzett „restaurálásával” egy időben lecserélték; a püspök ezalatt meggyőzte III. György királyt, hogy a munkálatok befejezése után új hangszerrel lássa el a katedrálist.
Ezt a Samuel Green által készített orgonát a király 1792-ben ajándékozta oda, és a kőből készült szentélyrekesztő tetejére szerelték fel, amely szokatlan módon nem a kórust választotta el a főhajótól, hanem a katedrális egy ismeretlen helyéről származott. Az orgonát később kiszerelték és a közeli Szent Tamás-templomba költöztették. Amikor később az új Willis atya-féle orgonát felállították, az 55 erőteljes hangú regiszterből származó, közvetlenül a kórusban, kevés tokozással ellátott, határozott hangja meglehetősen ellentétes volt Green szelídebb, 23 regiszteres hangszerével.
A jelenlegi 4000 sípos hangszer 1876-77-ben épült Henry Willis & Sons vállalat műhelyében. Habár Nagy-Britannia legjelentősebb orgonáinak jó részét ő készítette, maga Willis ezt tartotta a legkiválóbb munkájának. A Willis atya-féle orgona akkoriban 3500 fontba került amelyet Miss Chafyn Grove adományozott a célra. Az orgonaház építése 1000 fontba került, a fújtató szerkezet pedig további 800-1000 fontba. Walter Alcock, aki 1916-tól a székesegyház orgonistája volt, felügyelte a híres Willis- orgona szigorúan korhű restaurálását, amely 1934-ben fejeződött be. Alcock még olyan messzire is elment, hogy megtagadta, hogy a hangszer egyes részei elhagyják a székesegyházat, ha bármilyen engedély nélküli hangszínbeli változtatást végeztek volna a tudta nélkül, miközben engedélyezte néhány diszkrét kiegészítést az orgona eredeti stílusában (valamint az orgona mechanizmusának modernizálását) Henry Willis III, Willis atya unokája által.  A hangszert 2019 és 2020 között átfogóan restaurálta a durhami Harrison & Harrison cég. A munkálatok költsége elérte a 700 000 fontot.

#### Diszpozíció
| I Chorwerk C–c4 |                  |        |
| 1.              | Lieblich Gedackt | 16′    |
| 2.              | Open Diapason    | 8′     |
| 3.              | Flute Harmonique | 8′     |
| 4.              | Lieblich Gedackt | 8′     |
| 5.              | Salicional       | 8′     |
| 6.              | Gemshorn         | 4′     |
| 7.              | Flute Harmonique | 4′     |
| 8.              | Lieblich Gedackt | 4′     |
| 9.              | Nazard           | 2 2⁄3′ |
| 10.             | Flageolet        | 2′     |
| 11.             | Tierce           | 1 3⁄5′ |
| 12.             | Trumpet          | 8′     |
|                 | Tremulant        |        |

| II Hauptwerk C–c4 |                      |        |
| 13.               | Double Open Diapason | 16′    |
| 14.               | 1st Open Diapason    | 8′     |
| 15.               | 2nd Open Diapason    | 8′     |
| 16.               | Claribel Flute       | 8′     |
| 17.               | Stopped Diapason     | 8′     |
| 18.               | 1st Principal        | 4′     |
| 19.               | 2nd Principal        | 4′     |
| 20.               | Flute Couverte       | 4′     |
| 21.               | Twelfth              | 2 2⁄3′ |
| 22.               | Fifteenth            | 2′     |
| 23.               | Mixture IV           |        |
| 24.               | Trombone             | 16′    |
| 25.               | Trumpet              | 8′     |
| 26.               | Clarion              | 4′     |

| III Schwellwerk C–c4 |                  |     |
| 27.                  | Contra Gamba     | 16′ |
| 28.                  | Open Diapason    | 8′  |
| 29.                  | Lieblich Gedackt | 8′  |
| 30.                  | Viola de Gamba   | 8′  |
| 31.                  | Vox Angelica     | 8′  |
| 32.                  | Octave           | 4′  |
| 33.                  | Flute Harmonique | 4′  |
| 34.                  | Super Octave     | 2′  |
| 35.                  | Mixture III      |     |
| 36.                  | Vox Humana       | 8′  |
| 37.                  | Hautboy          | 8′  |
| 38.                  | Contra Fagotto   | 16′ |
| 39.                  | Trompette        | 8′  |
| 40.                  | Clarion          | 4′  |
|                      | Tremulant        |     |

| IV Solowerk C–c4 |                  |     |
| 41.              | Violoncello      | 8′  |
| 42.              | Cello Celestes   | 8′  |
| 43.              | Flute Harmonique | 8′  |
| 44.              | Flute Harmonique | 4′  |
| 45.              | Cor Anglais      | 16′ |
| 46.              | Clarinet         | 8′  |
| 47.              | Orchestral Oboe  | 8′  |
| 48.              | Tuba             | 8′  |
| 49.              | Tuba Clarion     | 4′  |
|                  | Tremulant        |     |

| Pedalwerk C–f1 |                      |     |
| 50.            | Double Open Diapason | 32′ |
| 51.            | Open Bass            | 16′ |
| 52.            | 1st Open Diapason    | 16′ |
| 53.            | 2nd Open Diapason    | 16′ |
| 54.            | Violone              | 16′ |
| 55.            | Bourdon              | 16′ |
| 56.            | Lieblich Gedackt     | 16′ |
| 57.            | Octave               | 8′  |
| 58.            | Viola                | 8′  |
| 59.            | Flute                | 8′  |
| 60.            | Octave Viola         | 4′  |
| 61.            | Octave Flute         | 4′  |
| 62.            | Mixture IV           |     |
| 63.            | Contra Posaune       | 32′ |
| 64.            | Ophicleide           | 16′ |
| 65.            | Clarion              | 8′  |

- Normál, Szub- és Szuperoktávpedálok

### A katedrális orgonistáinak listája
| - 1463 John Kegewyn - 1563 Robert Chamberlayne - 1568 Thomas Smythe - 1587 John Farrant (Senior) - 1592 John Farrant (Junior) - 1618 Edward Tucker - 1629 Giles Tompkins - 1668 Michael Wise - 1689 Peter Isaacke | - 1692 Daniel Roseingrave - 1700 Anthony Walkley - 1718 Edward Thompson - 1746 John Stevens - 1781 Robert Parry - 1792 Joseph Corfe - 1804 Arthur Thomas Corfe - 1863 John Elliot Richardson - 1881 Bertram Luard-Selby | - 1883 Charles Frederick South - 1916 Walter Galpin Alcock, MVO - 1947 David Valentine Willcocks, MC - 1950 Douglas Albert Guest - 1957 Christopher Hugh Dearnley - 1968 Richard Godfrey Seal - 1997 Simon Lole - 2005 David Halls |

### A katedrális kórusa
A Salisbury Cathedral Choir legalább a székesegyház 13. századi felszentelése óta létezik. Évente tart meghallgatásokat 7-9 éves fiúk és lányok számára, akik ösztöndíjjal pályázhatnak a Salisbury Cathedral Schoolba, amely az egykori püspöki palotában kapott helyet. A kórus 16-16 fiú- és lánykóristából áll, akik 8 és 13 év közöttiek, valamint hat hivatásos világi vikáriusból, akik kontratenort, tenort és basszust énekelnek. Salisbury volt az első angol székesegyház, amely 1991-től kezdve lányokat is felvett a kórusába, és amikor a székesegyházban teljesít szolgálatot, a leánykórus általában teljesen független a fiúkórustól. A heti istentiszteleteken a fiú- és leánykórusok egyenlő arányban vesznek részt az egész tanév során. A fiúkórus és a leánykórus (egyenként 16 fős) az egész tanév során naponta felváltva énekli az esti zsolozsmát, valamint a vasárnapi istentiszteleteken. Az egyházi év során számos további istentiszteleten is fellépnek, különösen advent, karácsony, nagyhét és húsvét idején, ezek közül az adventi From Darkness to Light (A sötétségtől a fényig) istentiszteletek a legismertebbek. A kóristák az ország minden részéből érkeznek. 1993-ban a katedrális volt a helyszíne a Choral Evensong (a BBC Radio 3 hosszú ideje futó műsora) első olyan adásának, amelyet egy katedrális leánykórusa énekelt.

## A Cathedral Close
A Cathedral Close nevű füvesített terület veszi körbe a székesegyházat. A terület nagyjából 400 méter oldalú négyzet lehetett, de szegélyei mára szabálytalanok lettek, a legnagyobb változás egy közel 140-szer 200 méteres téglalap beépítése az északkeleti saroknál, míg hozzá számítható az északnyugati sarokhoz csatlakozó 70 méter széles és 80 méter hosszú Choristers Square. Magát a Cathedral Close-t északról a North Walk, nyugatról a West Walk, délről a De Vaux Place és rövid szakaszon a St Nicholas' Road, keletről pedig az Exeter Street határolja, a beépített területet a Bishop's Walk választja el tőle, amelyek a nevükkel ellentétben mind utcák. A Close körül számos műemlék épület található, melyek változatosságuk ellenére is szerves történelmi, építészeti és kulturális egységet alkotnak a székesegyházzal.
A Salisburyben található Cathedral Close Nagy-Britannia legnagyobbja, és a benne található történelmi épületek köre miatt „méretét és szépségét tekintve páratlan Nagy-Britanniában.” Az ország építészetének egyik legjobb ismerője, Nikolaus Pevsner építészettörénész úgy jellemezte, mint „a legszebb close Angliában.” A területet egy műemlékvédelmi társaság védi, amelynek célja az épületegyüttes védelme. A Close területére a High Street felől az I. osztályú műemléki védelem alatt álló északi kapun keresztül lehet bejutni. A High Street a Choristers Square-nél ér véget, ahol hét I. osztályú műemlék épület található: a Mompesson House, amely jelenleg a National Trust tulajdonában van és múzeumként működik, valamint az előtte lévő fal és kapuk; a College of Matrons; a 39-46. számú házak falai, kapui és pillérei; a Hemingsby House; a Wren Hall; és a Braybrooke House.
A High Street és a Choristers Square II* osztályú műemléképületei közé tartoznak: az 51, 52 és 53A; 55 és 55A házszámú épületek, egy korábbi istállóépület, és a Hungerford Chantry. A téren található II. fokozatú műemlék épületek közé tartoznak: az 54. számú telek falai és kapui; az 55, 56A, B, és C, az 57, 57A, 57B és az 58. számú házak; valamint egy K6 típusú telefonfülke. A téren található épületek közül a falakat és kapukat tartják számon műemlékként.
A nyugati oldalt a West Walk és a Broad Walk határolja, a házak mögötti területeken pedig már az Avon folyó és annak rétje található. Ez a szakasz hat I. osztályú műemlék épületet tartalmaz; a The King's House-t, amely ma a Salisbury Múzeumnak ad otthont; a  Myles Place-t, amely egykoron a kanonokok háza volt; a 68-as számú házat és az előtte lévő falakat; a Walton Canonry-t; a Leaden Hallt és a Harnham Gate-et, más néven déli kaput, amelyet a nagy festő, John Constable is megörökített. Hat II.* osztályú műemlék is találhat itt: a The Wardrobe, amely a The Rifles Berkshire and Wiltshire Museum nevű katonai múzeumnak ad otthont; az Arundells, amely házban Edward Heath miniszterelnök haláláig élt; a North Canonry és a Gatehouse; az Old Deanery; a 68A és a 73. számú házak; valamint a De Vaux House. A környéken 19 darab II. osztályú épület áll műemléki védettség alatt. Ezek közé tartoznak: az Arundells kapuja és istállója; a 60. számú The North Canonry kapuja és kertes háza; a Sarum St Michael College és kapuja; a 68 és 69-es ház kapui és falai; a 70. házszámú épület fülkéi, kapui és falai; a 71., 71A és 71B számok és határfalaik; a South Canonry; a 72. számú ház; és a De Vaux Place 1-7.
A De Vaux Place és a székesegyház között áll a Salisbury Cathedral School, amelynek főépülete, amely eredetileg püspöki palotaként szolgált, I. osztályú műemlék. Az iskola kapufülkéje és a hozzá tartozó fal, valamint a székesegyház gyepét körülvevő szemközti fal mind II. osztályú műemlékek. Észak felé haladva a Bishop's Walk mentén további öt műemlék építmény található; az 5-ös számú ház, valamint a hozzá tartozó kerti fal és pillérek II. osztályú műemlékek; akárcsak a Diocesan Registry és a The Deanery. A close keleti határa az Exeter Streetet követi, és négy műemléket tartalmaz, mindegyikük I. osztályú, ezek az alábbiak: maga a határfal; a Bishops Gate és St Anne's Gate; és a Malmesbury House.
A Cathedral Close északi vége a North Walk sétány mentén húzódik. Itt található I. osztályú műemlék a Sarum College teológiai iskolája. 23 darab II.* osztályú épület található itt: a 8, 9, 11, 12, 14 és 14A, 16-18, 20, 21, 23-27, 29, 30, 31, 33-36 és 38-as számú házak. A II. fokozatú épületek közé tartoznak a következők: a 11-es számhoz tartozó istállóudvar és kapuja; a 13; a Malmesbury House előkertjének falai; a 16. számhoz tartozó kerti falak és kapu, a 17. szám két falcsoportja, a 18. és 19. szám falai, kerítései és kapui; 13. ház istállója, a 21A a kapuoszlopai, a kerti fal és a falba épített emlékív; a 22, a 25 és 26, 28 és 31-33., illetve a 36A és 36B és 37. szám kerítésfalai.

A műemlékeken és múzeumokon kívül több kávézó is található az utcák mentén. Ezek közé tartozik a The Refectory,  a The Salisbury Museum Cafe és a Rifleman's Table. A Bell Tower Tea Room különlegessége, hogy a régi, lebontott harangtorony helye mellett áll, és annak alaprajza máig kirajzolódik a szomszédos gyepen.

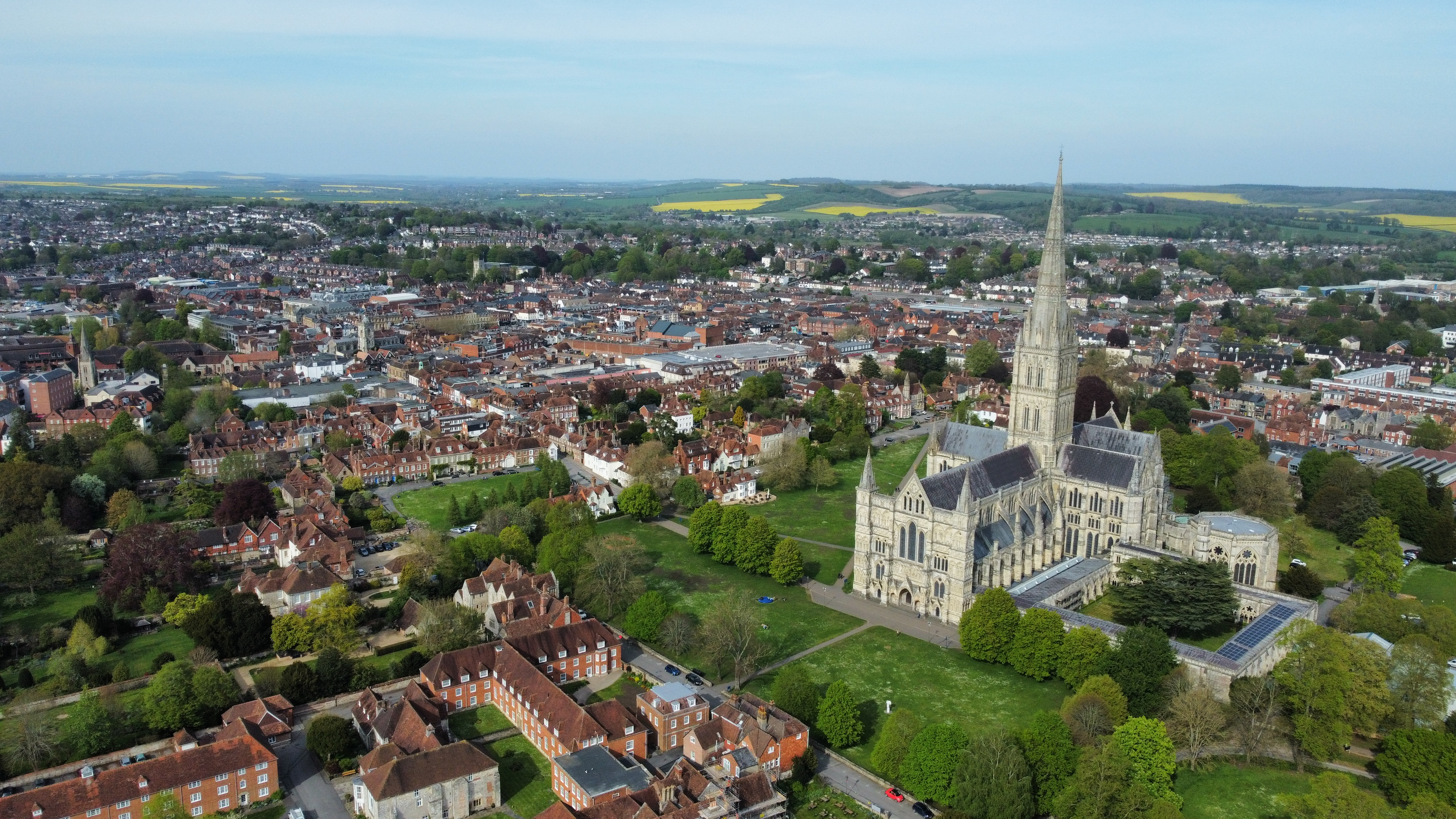
A Cathedrals Close látképe
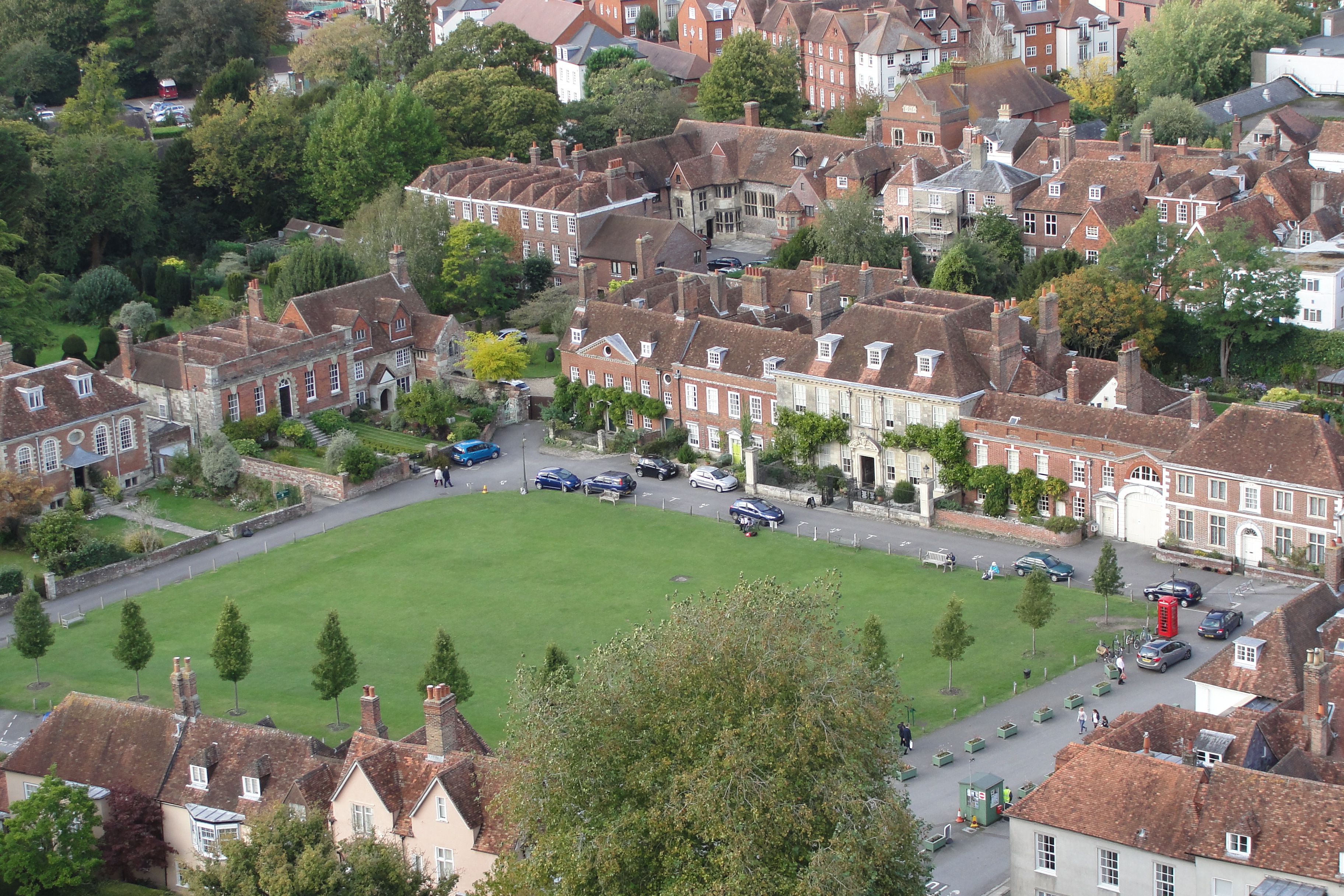
A Choristers' Square, középen a Mompesson House
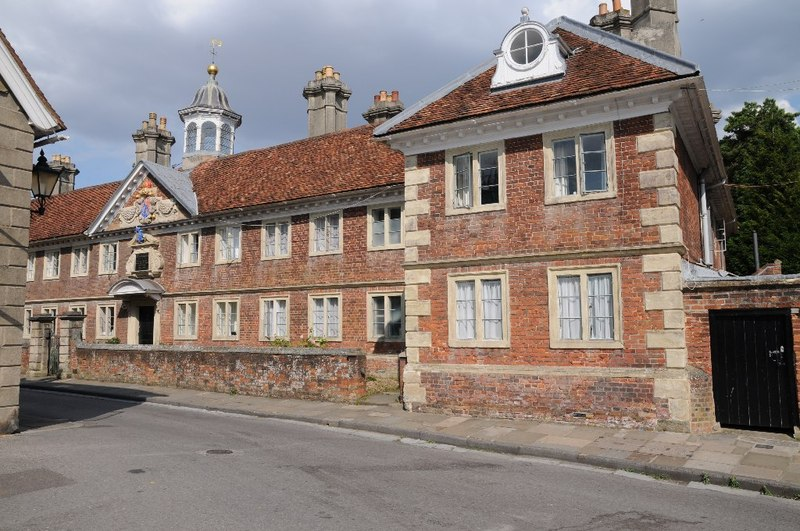
A Matrons' College
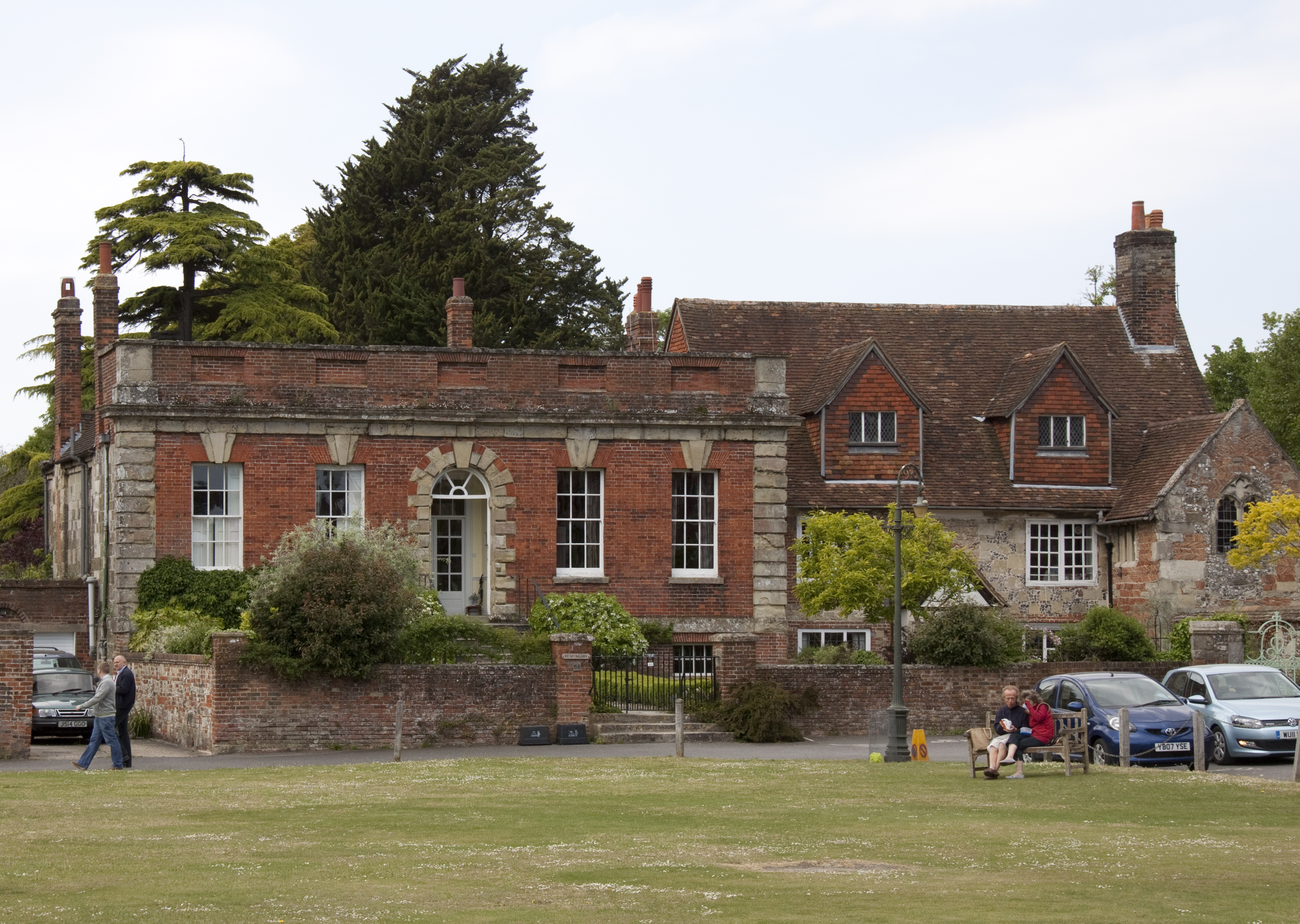
A Hemingsby House
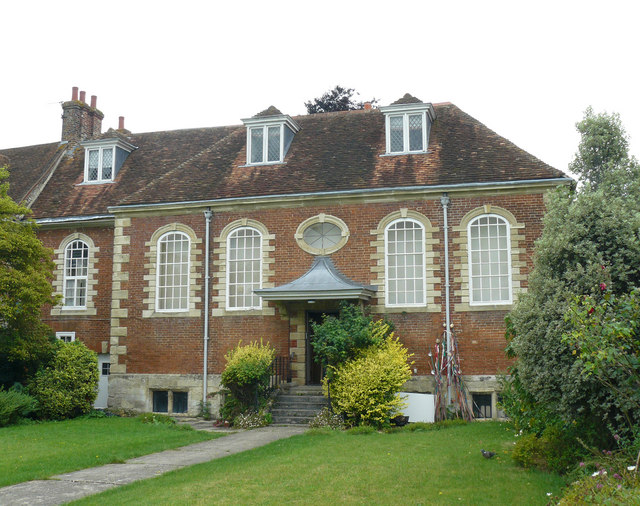
A Wren Hall
A Cathedral School, a korábbi püspöki palota épülete
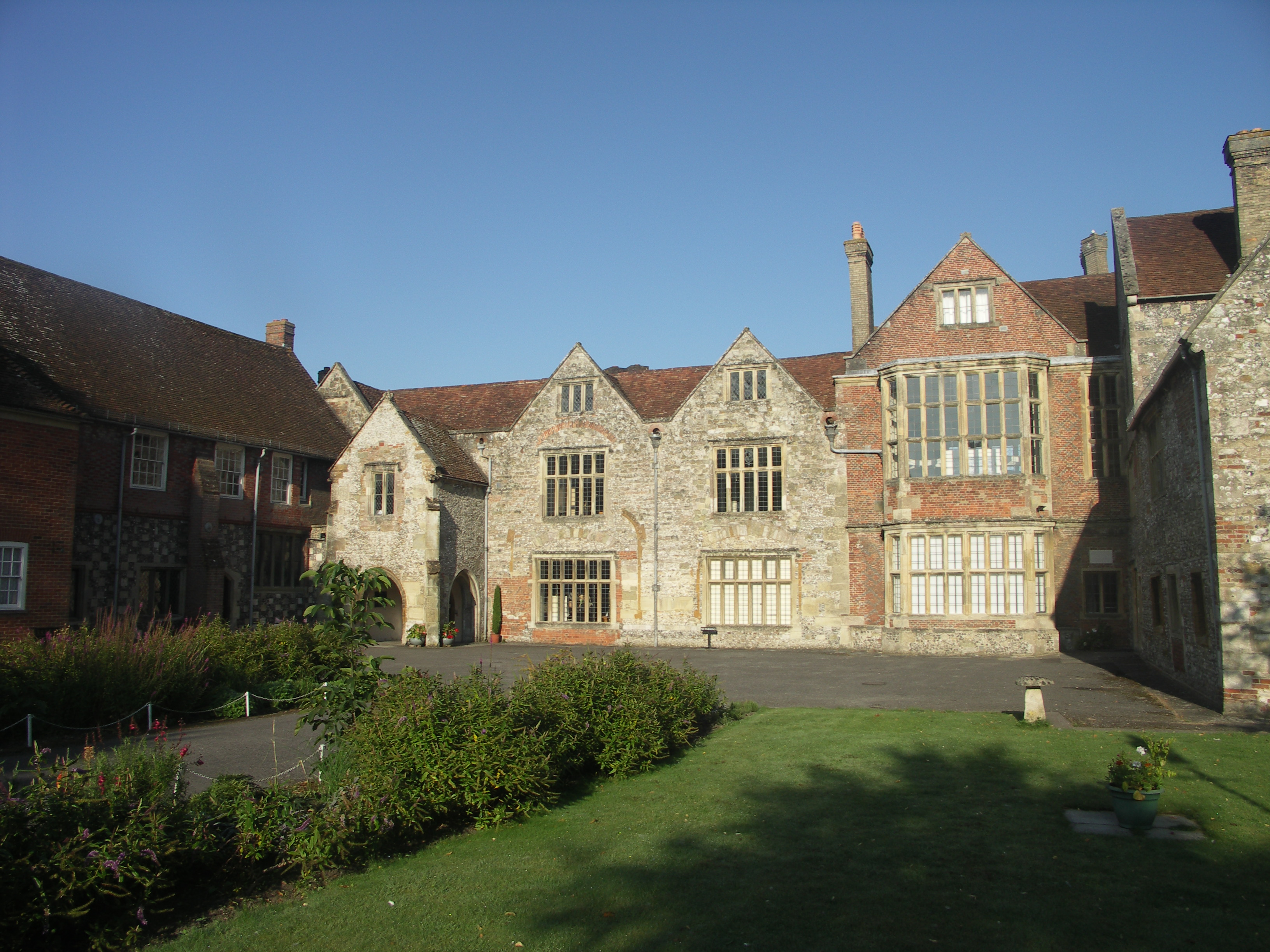
A Salisbury Museum épülete
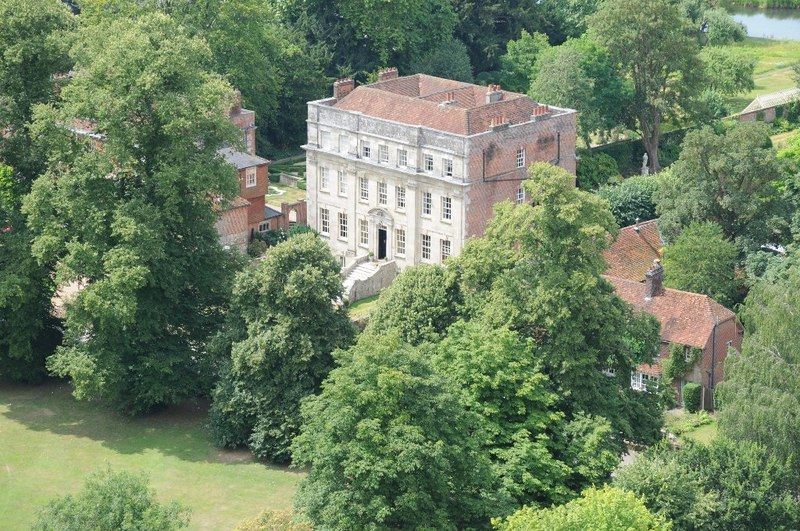
A Myles Place, a korábbi kanonokház
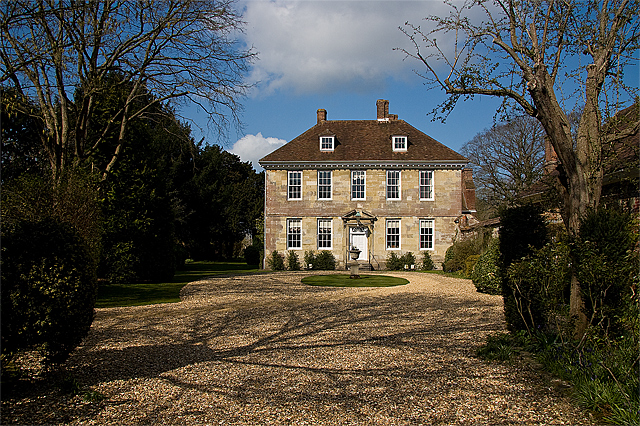
Arundells-ház
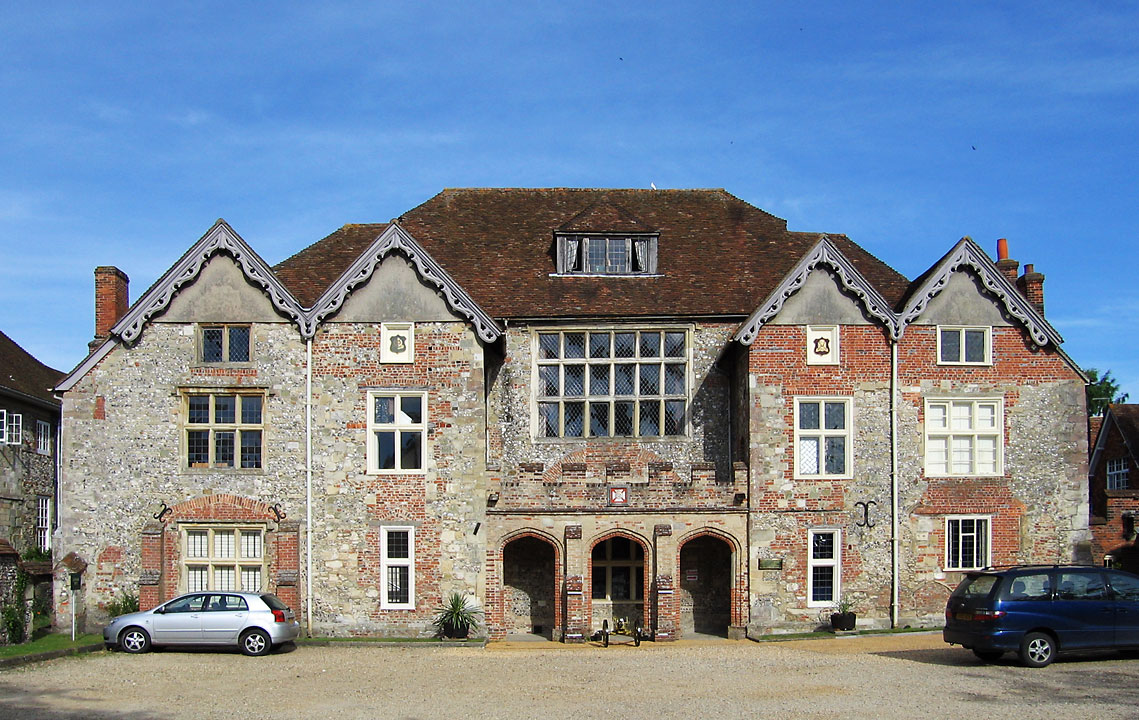
A Wardrobe fegyvermúzeum
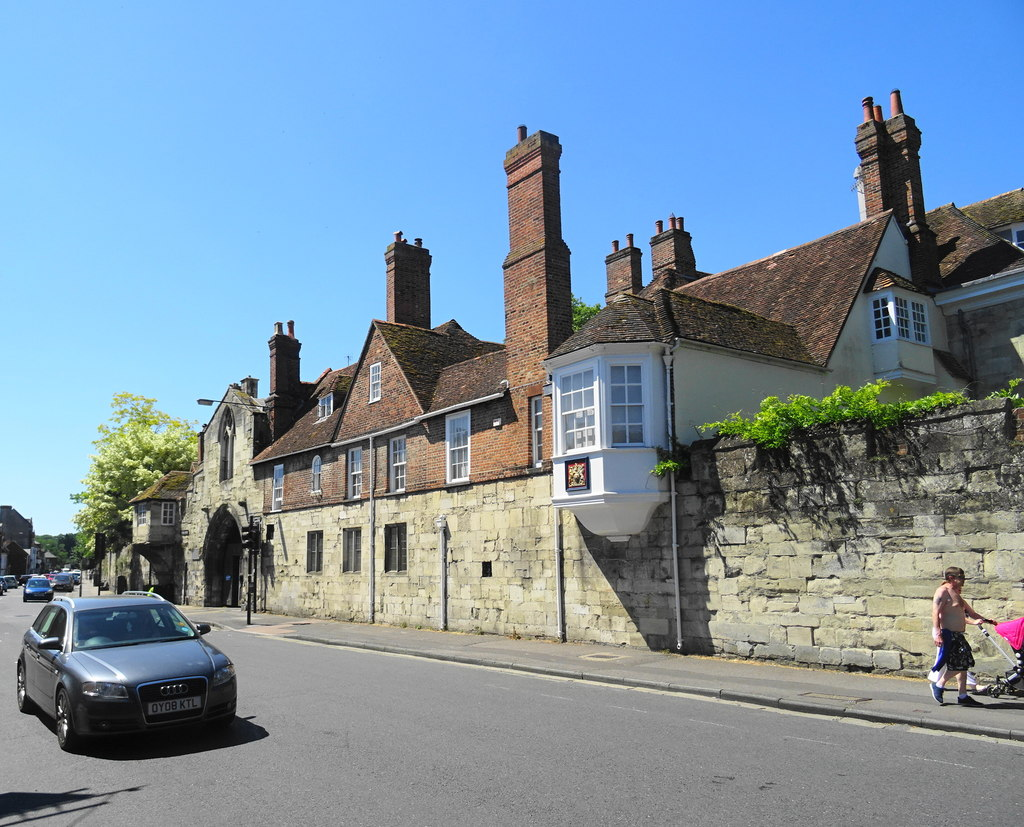
St Anns Gate és a Malmesbury House
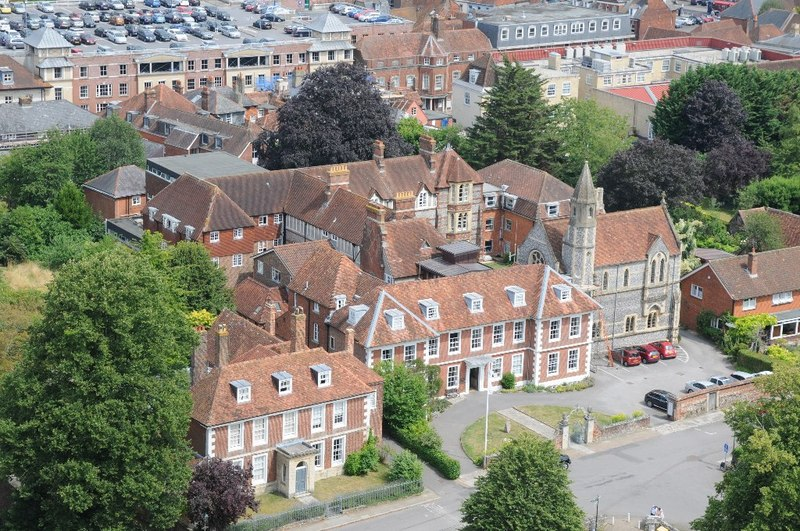
A Sarum College épületegyüttese

## Képzőművészeti, irodalmi és televíziós ábrázolások
A katedrális az egyik legjelentősebb angol tájképfestő, John Constable több festményének is témája volt. Ezek közül kiemelkedik a művész egyik leghíresebb képének tartott mű, a Salisbury Cathedral from the Bishop Grounds című festmény. A képet megrendelő John Fisher, Salisbury püspöke iránti megbecsülése jeléül Constable a püspököt és feleségét is ábrázolta a vásznon a kép bal alsó sarkában. Figyelemre méltó, hogy a festményen ábrázolt látvány csaknem két évszázad alatt alig változott. A képből több változat is készült, ezek mindegyike neves gyűjteményekben található. Az 1823-as kép a londoni Victoria and Albert Museum tulajdona, az 1825-ös a New York-i Frick-gyűjteményé, két kis méretű vázlatfestményt pedig a kaliforniai Huntington Library és a brazil Museu de Arte de São Paulo állított ki. A képet a BBC Two 1980-as 100 Great Paintings című műsorában beválasztották a 100 legnagyszerűbb festmény közé. A néhány évvel későbbi, 1831-es Salisbury Cathedral from the Meadows a két művészettörténész, Leslie Parris és Ian Fleming-Williams szerint Constable művészetének csúcspontja. A tájkép, amely a templomot a Nadder folyó rétjei felől ábrázolta egy vihar után, szimbolikus jelentésekben is gazdag, emellett a festő számos jellegzetes motívuma megtalálható rajta. A képet egy 2023-as összefogás keretében vásárolta meg a Tate Gallery 23,1 millió fontért, abból a célból, hogy az alkotás az országban maradjon, ebből a Heritage Lottery Fund támogatása 15 millió volt. Ezzel a valaha volt egyik legdrágább angol festménynek számít.
A székesegyház nyilvánvalóan William Golding A torony (The Spire) című regényének ihletője, amelyben a fiktív Jocelin esperes a székesegyház tornyának megépítését tekinti életcéljának. A katedrális építése fontos cselekménypontja Edward Rutherfurd Sarum című történelmi regényének, amely Salisbury környékének több ezer éves történetét mutatta be. Ken Follett író A katedrális (The Pillars of the Earth) című monumentális, 1000 oldalnál is hosszabb történelmi regényében Salisburyt a fiktív Kingsbridge-i katedrális két modelljének egyikeként említette Wells mellett. A Follett világsikert arató könyve alapján készült 2010-es minisorozatban is felhasználták néhány külső felvételhez, és a zárójelenetben a mai formájában mutatták be. Érdekesség, hogy a díszletek és a legtöbb helyszíni felvétel is Magyarországon készült, többek közt az ócsai református templom is felbukkant a sorozatban. A katedrálist Jonathan Swift is megemlítette a Gulliver utazásai című művében, a II. rész IV. fejezetében, összehasonlítva a tornyát a Brobdingnag fővárosának, Lorbrulgrudnak a főtemplomával.
1990-ben a Channel 4 a NICAM sztereó szolgáltatásának hivatalos elindítását Mahler 9. szimfóniájának a katedrálisból történő élő közvetítésével ünnepelte. Szintén az épület volt a helyszíne a 2005-ös BBC televíziós drámának, a Mr. Harvey Lights a Candle című tévéfilmnek, amelyet Rhidian Brook írt és Susanna White rendezett. Kevin McCloud megmászta a katedrálist a Don't Look Down! című műsorában, amelyben magas építményeket mászott meg, hogy legyőzze tériszonyát. A katedrális volt a témája a Channel 4 Time Team című népszerű ismeretterjesztő műsorának, az epizódot 2009. február 8-án sugároztak.
Dé:Nash és Krúbi Keresztes Hadjárat 2019 című rapszámának klipjében is felbukkan rövid időre az épület ábrázolása, mint a 2030-as fiktív Európájának ironikus térképén a magyar keresztény értékrend szimbóluma.

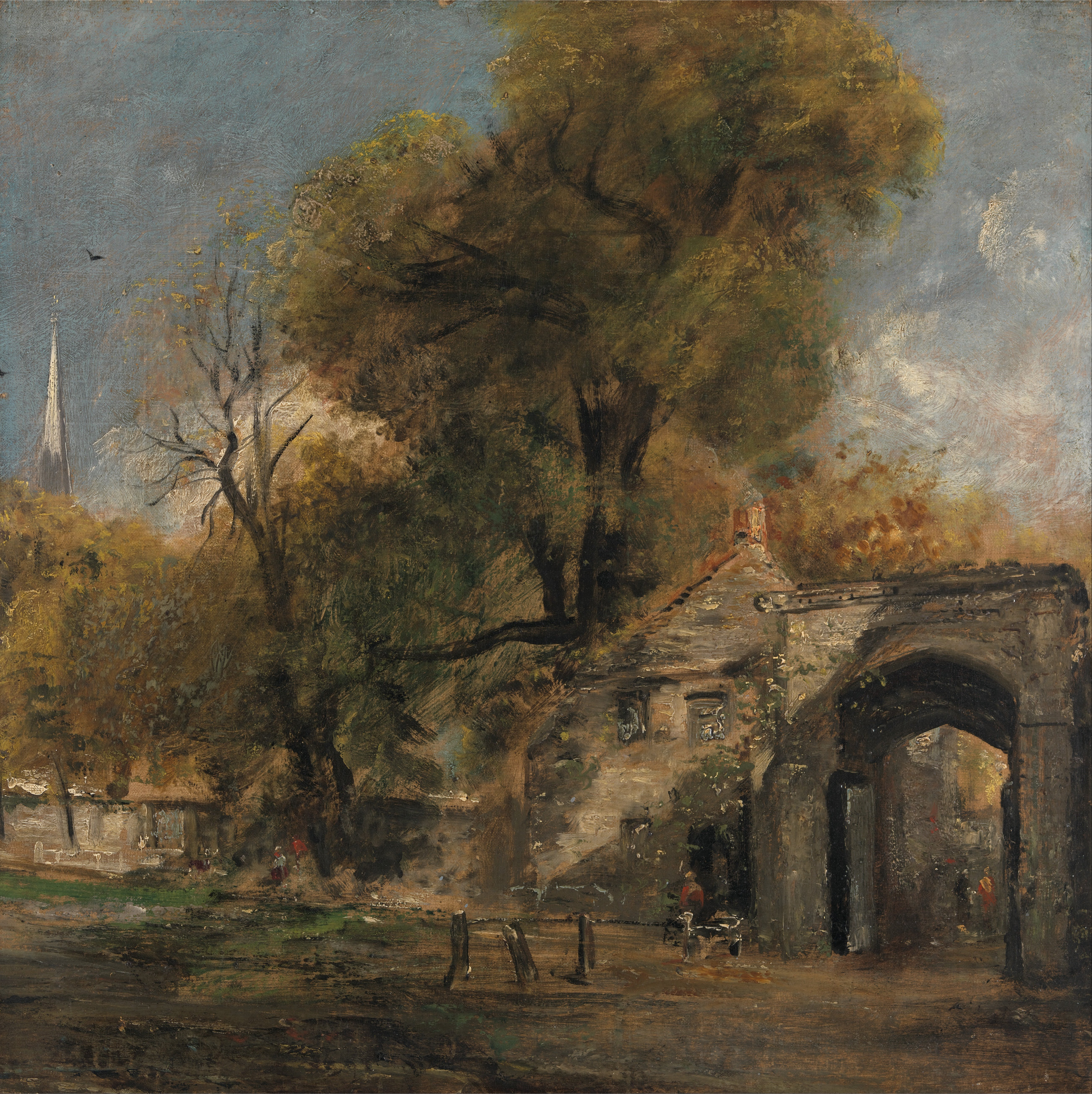
John Constable - Harnham Gate (1820)
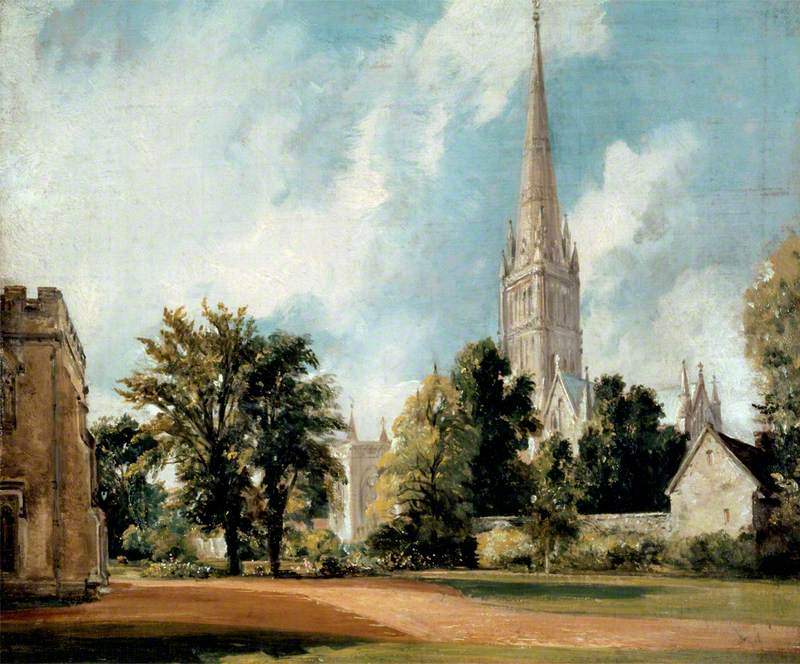
Salisbury Cathedral from the Close (1820)
Salisbury Cathedral from the Bishop Grounds (1823)
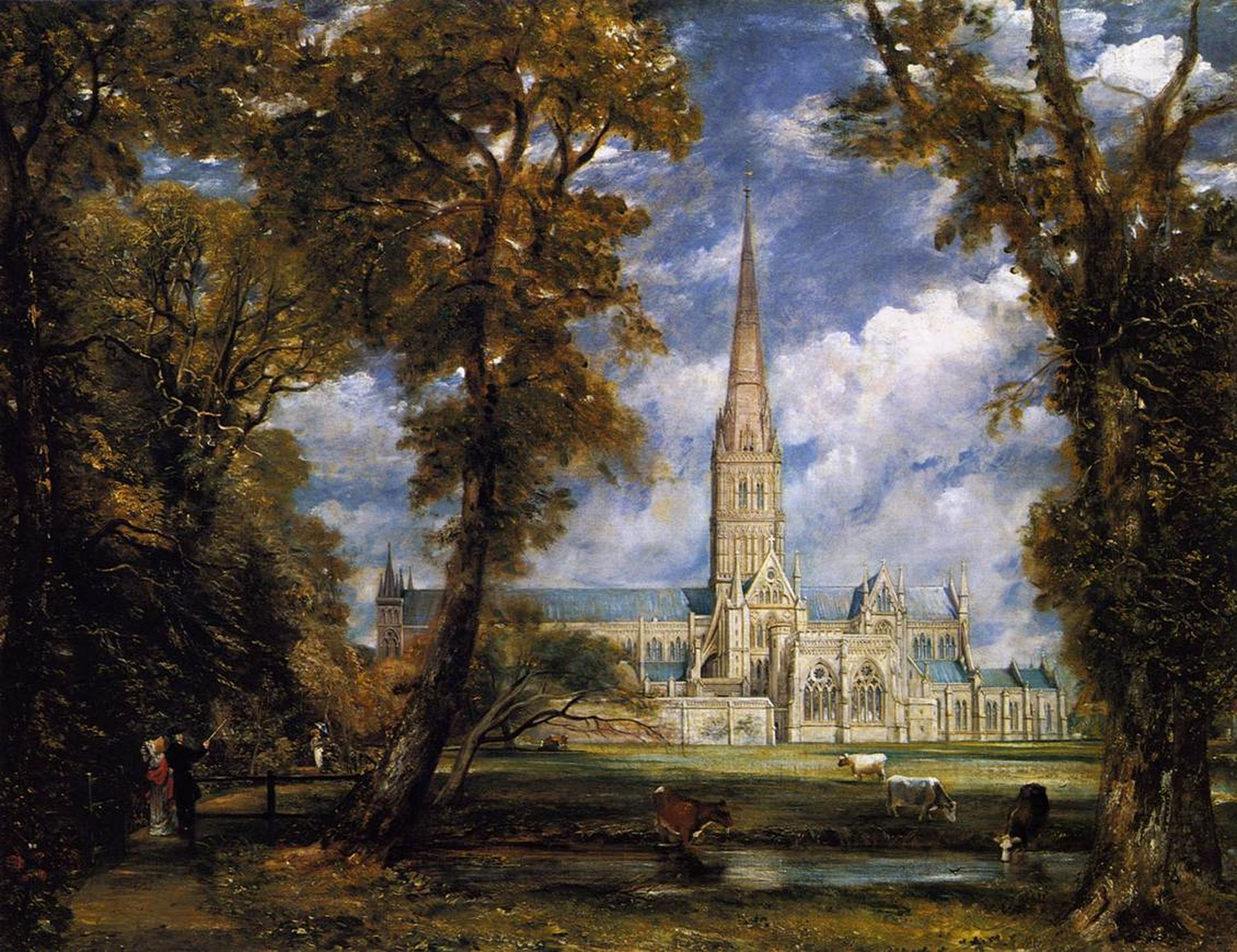
Az 1825-ös változat
A São Pauloban kiállított vázlat (1820 körül)
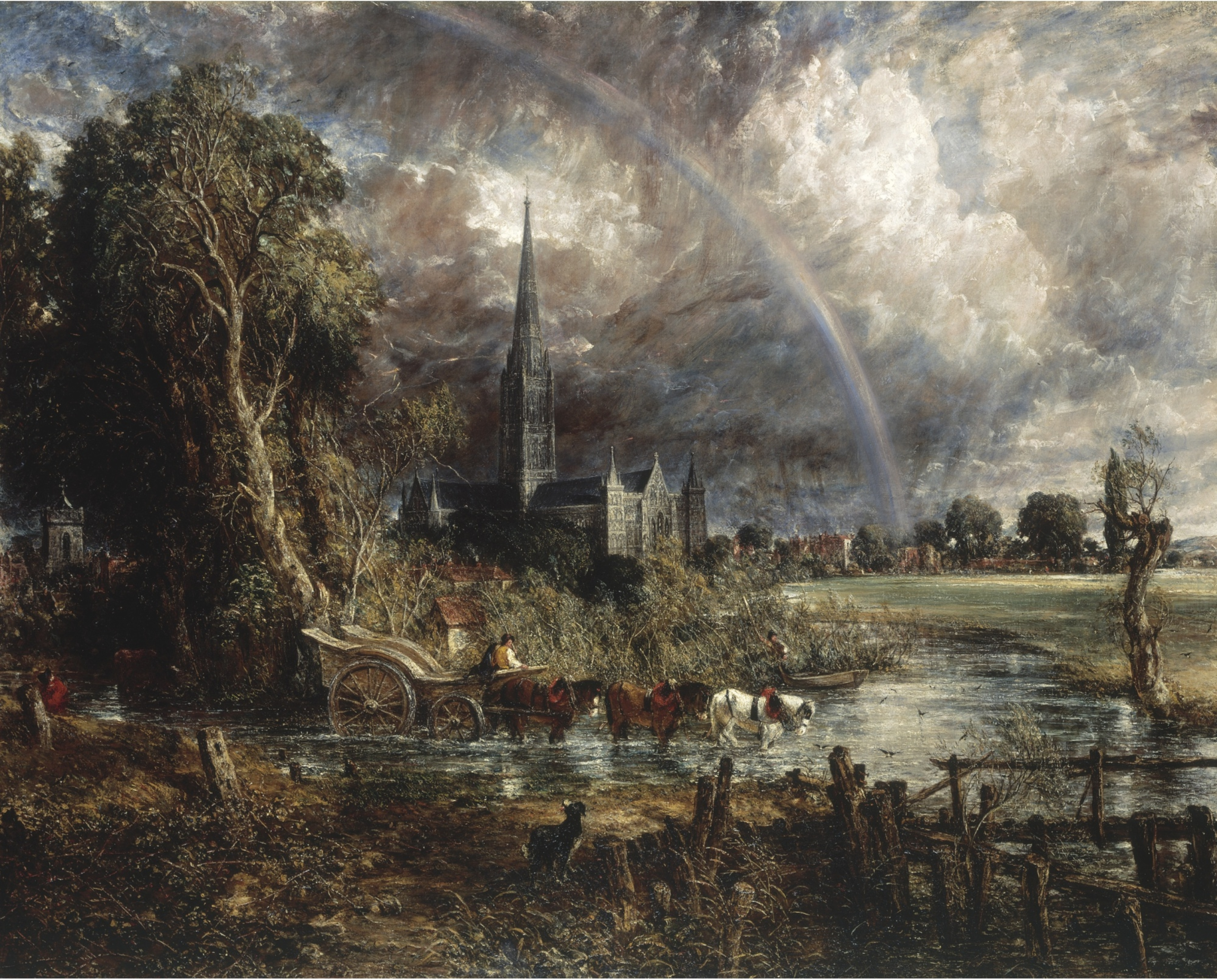
Salisbury Cathedral from the meadows (1831)

## A katedrális elöljárói
A katedrális a Salisburyi egyházmegye székesegyháza, és a salisburyi püspök székhelye. A püspöki székbe 2022-ben iktatták be a jelenlegi püspököt, Stephen Lake-et. A dékáni tisztséget Nicholas Papadopulos viseli, akit 2018-ban neveztek ki. A kanonoki prépost 2019 óta Anna Macham, a kanonoki kincstárnok 2022 óta Kenneth Padley, a kanonoki kancellár pozícióját pedig 2004 óta Ed Probert tölti be.

## Ide eltemetett személyek
- William Longespée, Salisbury 3. earlje (1167 körül–1226)
- Lady Katherine Grey, Countess of Hertford, I. Johanna angol királynő húga (1540–1568)
- Szent Osmund, Salisbury püspöke és Anglia kancellárja (1078–1099)
- Roger of Salisbury, Salisbury püspöke (1102–1139)
- Josceline de Bohon, Salisbury püspöke (1142–1184)
- Robert de Bingham, Salisbury püspöke (1229–1246)
- Giles of Bridport, Salisbury püspöke (1256–1262)
- Walter de la Wyle, Salisbury püspöke (1263–1271)
- Nicholas Longespee, Salisbury püspöke (1291–1297)
- Simon of Ghent, Salisbury püspöke (1297–1315)
- Roger Martival, Salisbury püspöke (1315–1330)
- Walter Hungerford, Hungerford 1. bárója (1378–1449)
- Richard Mitford, Salisbury püspöke (1395–1407)
- Robert Hungerford,  Hungerford 2. bárója (1409-1459)
- Robert Hungerford, Lord Moleyns és Hungerford 3. bárója (1431–1464)
- John Cheyne, Cheyne bárója (1442 körül–1499)
- Richard Beauchamp, Salisbury püspöke (1450–1482)
- John Blyth, Salisbury püspöke (1493–1499)
- John Doget, reneszánsz humanista (meghalt 1501-ben)
- Edmund Audley, Salisbury püspöke (1501–1524)
- Edward Seymour, Hertford 1. earlje (1539–1621), Seymour Johanna angol királyné unokaöccse
- Thomas Gorges (1536–1610) és felesége, Helena, Marchioness of Northampton, (1548/1549–1635)
- John Jewel, Salisbury püspöke (1559–1571)
- Edmund Gheast, Salisbury püspöke (1571–1577)
- Mary Sidney (1561–1621), az egyik első angol költőnő és mecénás
- William Herbert, 3rd Earl of Pembroke (1580–1630), politikus és a királyi udvar tagja; az oltár előtti családi sírboltban temették el
- Philip Herbert, Pembroke 4. earlje
- Philip Herbert, Pembroke 7. earlje
- Michael Wise (1648–1687), orgonista és zeneszerző
- Alexander Hyde, Salisbury püspöke (1665 – 1667)
- Seth Ward, Salisbury püspöke (1667–1689)
- John Seymour, Somerset 4. hercege (1646 előtt–1675)
- Charles Seymour, Somerset 6. hercege (1662–1748) sírja a Seymour-kápolnában található
- John Thomas, Salisbury püspöke (1761–1766)
- Edward Heath, az Egyesült Királyság miniszterelnöke (1970–1974)[101][102]

## Fordítás
- Ez a szócikk részben vagy egészben  a   Salisbury Cathedral című angol Wikipédia-szócikk ezen változatának fordításán alapul.  Az eredeti cikk szerkesztőit annak laptörténete sorolja fel. Ez a jelzés csupán a megfogalmazás eredetét és a szerzői jogokat jelzi, nem szolgál a cikkben szereplő információk forrásmegjelöléseként.
- Ez a szócikk részben vagy egészben  a   Kathedrale von Salisbury című német Wikipédia-szócikk ezen változatának fordításán alapul.  Az eredeti cikk szerkesztőit annak laptörténete sorolja fel. Ez a jelzés csupán a megfogalmazás eredetét és a szerzői jogokat jelzi, nem szolgál a cikkben szereplő információk forrásmegjelöléseként.